# Burgenländischer Fußballverband
Der Burgenländische Fußballverband (BFV) ist die Dachorganisation der Fußballvereine des Burgenlands. Er ist ordentliches Mitglied des Österreichischen Fußball-Bundes (ÖFB).
Der Vorstand des BFV und seine Unterausschüsse unterstützen die Fußballvereine des Burgenlands bei ihrer Arbeit, den Fußballsport zu organisieren und in geregelten Bahnen ablaufen zu lassen.

## Organisation des BFV
Die Tätigkeiten des BFV werden im Wesentlichen durch den Vorstand und die Unterausschüsse bzw. Referate wahrgenommen.

### Vorstand des BFV
Der Vorstand wird von der Hauptversammlung gewählt und setzt sich wie folgt zusammen:
- Präsident
- 3 Vizepräsidenten (gewählt von den Gruppen Nord, Mitte und Süd)
- Verbandskapitän
- Schriftführer
- Finanzreferent
- 3 Gruppenobmänner (gewählt von den Gruppen Nord, Mitte und Süd)
- Beglaubigungsreferent
- Schiedsrichterobmann
- Jugendreferent
- STRUMA-Obmann
- Frauenfußballreferent
- Rechtsmittelreferent
- 3 Rechnungsprüfer

### Ausschüsse des BFV
Der Aufsicht des Vorstands unterstehen folgende Ausschüsse und Referate. Diese setzen sich jeweils aus den von der Hauptversammlung gewählten Referenten und Obmännern und den weiteren vom Vorstand bestellten Mitgliedern zusammen:
- Die 4 Gruppenausschüsse: (Burgenlandliga, Gruppen Nord, Mitte und Süd) dienen der Wahrung der sportlichen und wirtschaftlichen Interessen der Vereine und werden von den jeweiligen Gruppenversammlungen (setzt sich aus allen der jeweiligen Gruppe angehörigen Vereine zusammen) gewählt[5]
- Beglaubigungsausschuss:
 Diesem obliegt die Beglaubigung und Wertung aller Pflichtspiele des BFV.
- Schiedsrichterausschuss:
 Dieser organisiert das Schiedsrichterwesen im Burgenland.
- Jugend- und Breitensportausschuss:
 Dieser ist für die Förderung und Lenkung des Nachwuchsfußball sowie die Organisation und Durchführung des Nachwuchsspielbetriebs verantwortlich. Darüber hinaus obliegt ihm die Entwicklung und Realisierung eines langfristigen Breitensportkonzepts und die Integration von Trendsportarten in den Bereich des BFV.
- Finanzausschuss:
 Dieser verantwortet die Regelung der finanziellen Angelegenheiten des BFV.
- Spielausschuss:
 Dieser erstellt die Meisterschaftseinteilung, die Auslosung und nimmt sämtliche mit dem Spielbetrieb zusammenhängenden Agenden in enger Abstimmung mit den Gruppenausschüssen, dem Jugend- und Frauenfußballreferat wahr. Darüber hinaus obliegt ihm die Organisation der Auswahlspiele und der Hallenmeisterschaft.
- Straf-, Melde- und Kontrollausschuss (STRUMA):
 Dieser nimmt die vom ÖFB in den entsprechenden Regulativen und Vorschriften geregelten Aufgaben wahr.
- Trainer- und Kursreferat:
 Dieser ist für alle trainingswissenschaftlichen Angelegenheiten sowie die Traineraus- und -fortbildung verantwortlich.
- Referat für Frauenfußball:
 Diesem obliegt die Pflege und Förderung sowie die Organisation des Frauen- und Mädchenfußballs im Burgenland.

### Mitglieder des BFV
Der BFV hat ordentliche Mitglieder, Ehrenpräsidenten, Ehrenmitglieder und Angehörige. Kapitalgesellschaften können nicht Mitglied des BFV werden.
- Ordentliche Mitglieder sind die Verbandsvereine sowie die von der Hauptversammlung gewählten Mitglieder des Vorstandes, der Burgenlandligaobmann und die Gruppenobmänner.
- Ehrenpräsidenten und Ehrenmitgliedern sind Personen, die hiefür wegen ihrer besonderen Verdienste um den Fußballsport von der Hauptversammlung ernannt werden. Sie haben in der Hauptversammlung Sitzrecht.
- Angehörige sind die vom Vorstand bestellten Mitglieder des Vorstandes, die Funktionäre der Burgenländischen Bundes- und Regionalligavereine, die Unterausschussmitglieder, die Rechnungsprüfer, die Angehörigen des Burgenländischen Schiedsrichterkollegiums sowie die beim Verband gemeldeten Spieler, Trainer, Funktionäre und Beschäftigten der Verbandsvereine. Sie haben in der Hauptversammlung Sitzrecht, jedoch kein Stimmrecht, außer sie sind Vertreter eines Vereines.

## Geschichte des BFV
Der BFV wurde 1923 gegründet. Um eine Abwanderung der Fußballinteressierten im 1921 neu gegründeten Burgenland in die benachbarten Bundesländer Niederösterreich und Steiermark zu verhindern, wurde auf Initiative von Josef Cekal (Parndorf), Peter Zakall, Josef Spielhofer und Franz Luttenberger (alle Neufeld) im Gasthof Gieswein in Eisenstadt eine Besprechung von Funktionären der Fußballvereine Eisenstadt, Deutschkreutz, Mattersburg, Neufeld und Parndorf, die damals bereits dem ÖFB angehörten. Es kam zur Gründung des "Landesfußballverbands Burgenland" mit Josef Cekal als Präsident, Alois Weinberger als Kassier und Stefan Zweig als Verbandskapitän.
Am 22. März 1924 fand in der damals verkehrstechnisch am leichtesten erreichbaren Wiener Neustadt die erste ordentliche Generalversammlung des Burgenländischen Fußballverbands mit ca. 20 teilnehmenden Vereinen statt und am 29. März 1924 konstitutionierte sich der erste Vorstand mit Josef Cekal als Präsident, Eduard Hausmann als Verbandssekretär sowie den Herren Krause, Pauschenwein und Inführ als Verbandskapitäne und Kern, Neubauer, Winter und Lang als Vorstandsmitglieder.
Für den Meisterschaftsbetrieb wurden 1924 drei Kreise vorgesehen:
- Kreis Parndorf mit den 9 Vereinen SC Parndorf, SC Sturm Neusiedl, Garnison SC Neusiedl, SC Mönchhof, SC Halbturn, SC Frauenkirchen, SC Nickelsdorf, SC Kittsee und SC Bruckneudorf
- Kreis Eisenstadt mit den 12 Vereinen SC Freiheit Eisenstadt, SC Hakoah Eisenstadt, SC Sonnenberg Hornstein, SC Neufeld, SC Loretto, SC Großhöflein, SC Siegendorf, SC Zillingtal-Wacker, SC Neudörfl, SV Mattersdorf, SV Wiesen und SC Sauerbrunn
- Kreis Oberwart mit den 9 Vereinen SC Oberwart, SC Oberschützen, SC Mariasdorf, SC Bernstein, SC Rotenturm, SC Großpetersdorf, SC Pinkafeld, SC Rechnitz und SC Güssing

Ab 1926 existierte im Burgenland neben dem BFV noch die Landesgruppe Burgenland des VAFÖ (Vereinigung der Arbeiterfußballvereine Österreichs). Das politische Schicksalsjahr 1934 hatte auch massive Auswirkungen auf den Fußballsport im Burgenland. Der VAFÖ wurde aufgelöst, der BFV in zwei Landesverbände (Kreis Nord und Kreis Süd) geteilt. Der größere Kreis Nord wurde am 24. Mai 1936 "freiwillig" aufgelöst, der kleinere Kreis wurde 1938 aufgelöst und dem Reichssportverband angeschlossen.
Die Wiedererrichtung 1945
Im Herbst 1945 ging man daran, wieder einen das ganze Land umfassenden Fußballverband zu errichten. So wurde im Oktober 1945 im Café Ostmark in Eisenstadt ein provisorischer Landesvorstand zusammengesetzt:
- Vorsitzender Otto Willomitzer (Stv. Wilhelm Wimmer)
- Schriftführer Heinrich Schmelz (Stv. Julius Barislovits, Stefan Barisits)
- Kassier Josef Skarits (Stv. Josef Perger)
- Technischer Ausschuss (STRUMA): Ludwig, Jicha, Johann Springschitz, Karl Morawitz
- Schiedsrichterausschuss: Stefan Luzszicsa, Hans Scheinegger
- Kontrolle: Viktor Stary, Josef Bödi
- Gruppenobmänner: Anton Straka, Emil Perlaky

Sein erstes Sekretariat hatte der BFV in Eisenstadt, Pfarrgasse 8. 1960 konnte in ein größeres Vereinsheim in die Haydngasse übersiedeln. 1989 konnte das „Sportliche Haus“ am Hotterweg 67 eingeweiht werden. An dieser Adresse verfügt der BFV neben den Büros und Sitzungsräumen über Unterkünfte sowie Natur- und Kunstrasenplätze.
2009 wurde in Mattersburg die Fußballakademie Burgenland eröffnet, ein Gemeinschaftsprojekt des BFV mit dem Land Burgenland, der Stadt Mattersburg und dem SV Mattersburg. Auf 115.000 Quadratmeter entstand eine moderne Fußballanlage, bestehend aus vier Rasen- und zwei Kunstrasenplätze und einem Schülerheim.

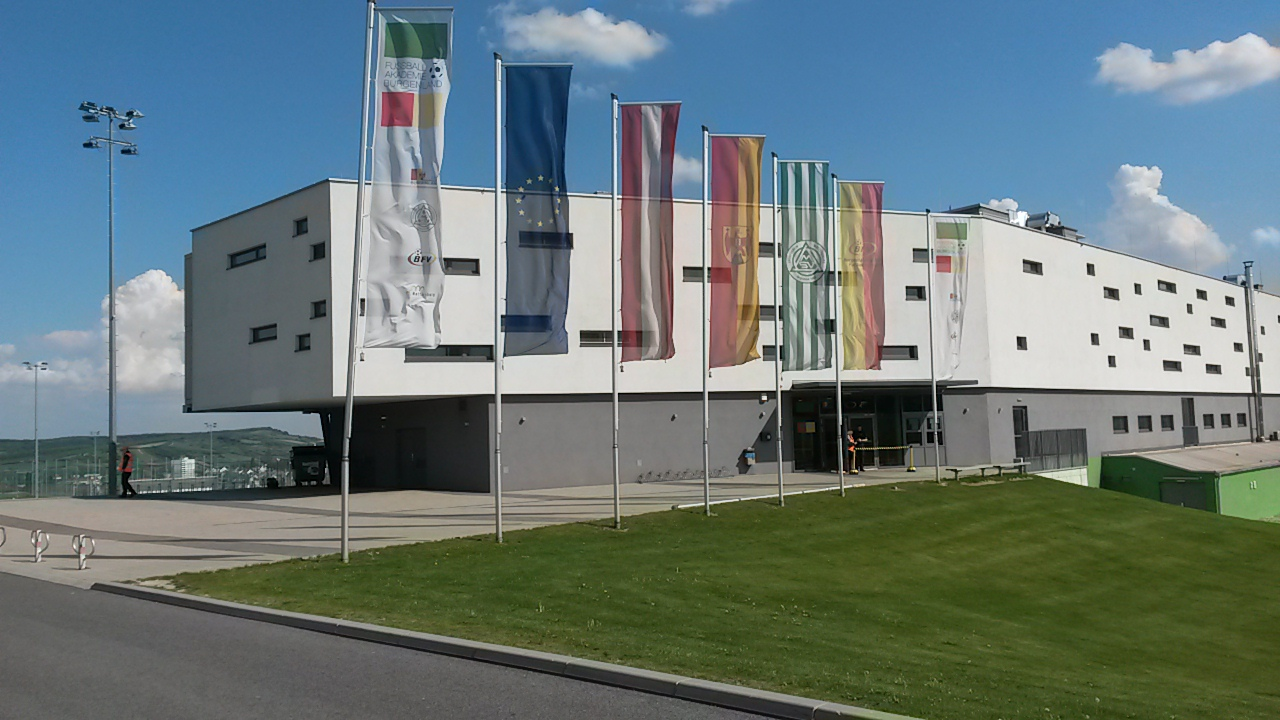
Eingangsbereich der Fußballakademie
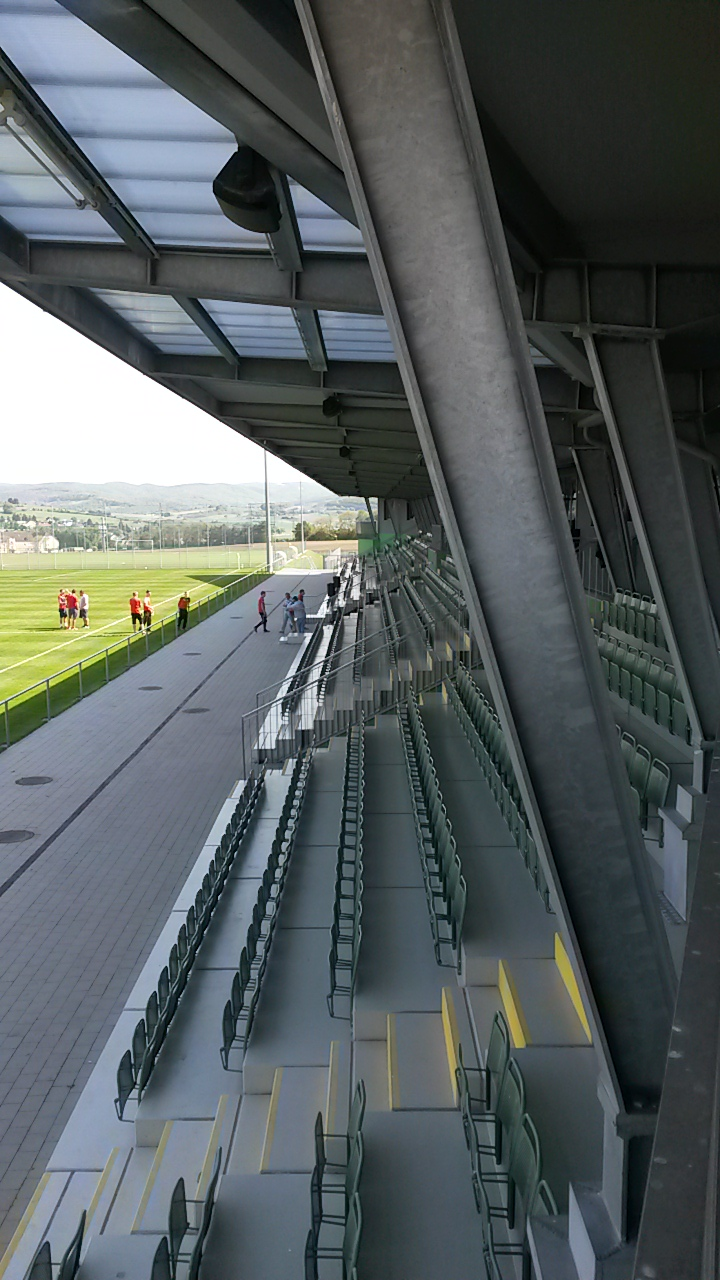
Tribünenbereich
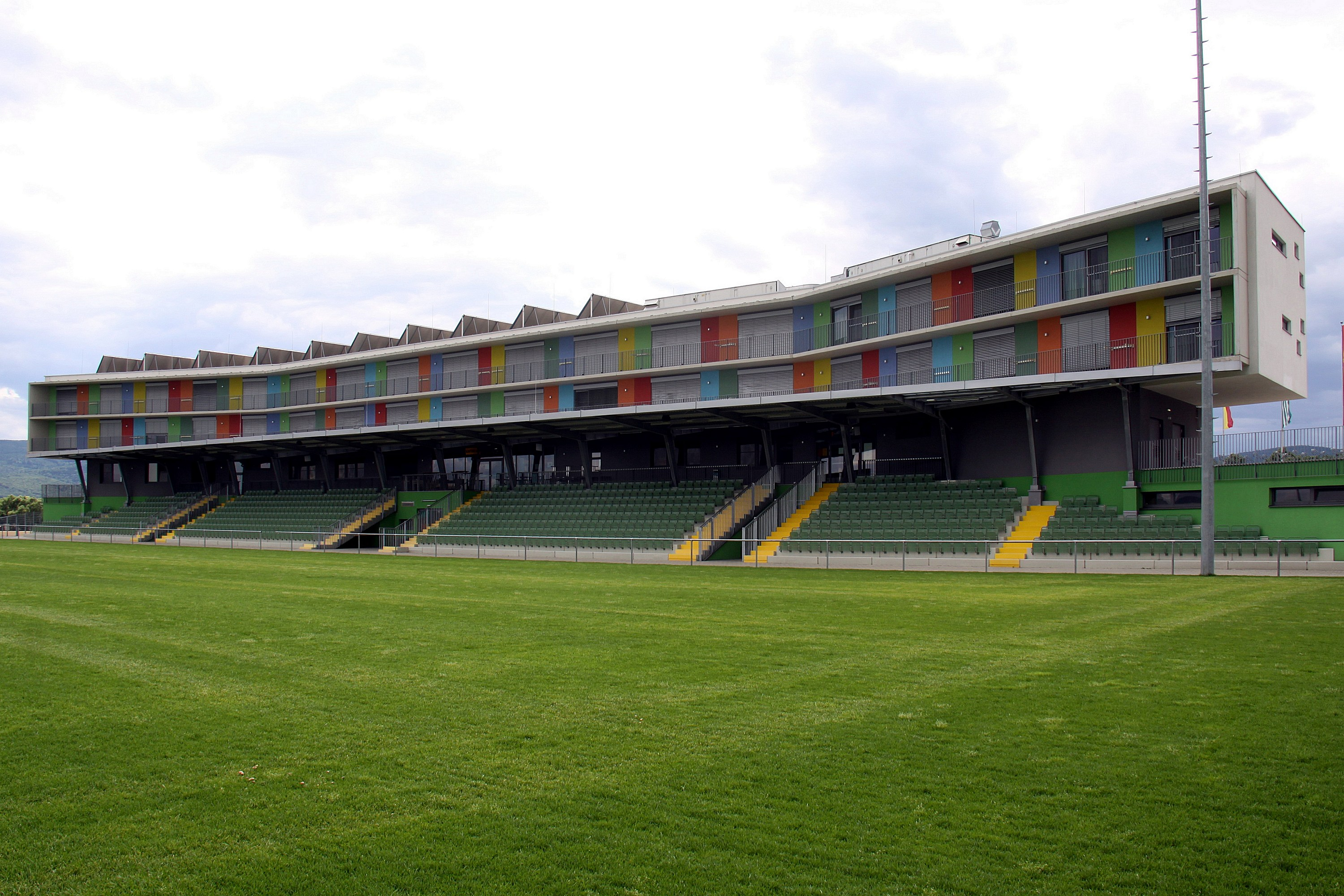
Tribüne und Internat
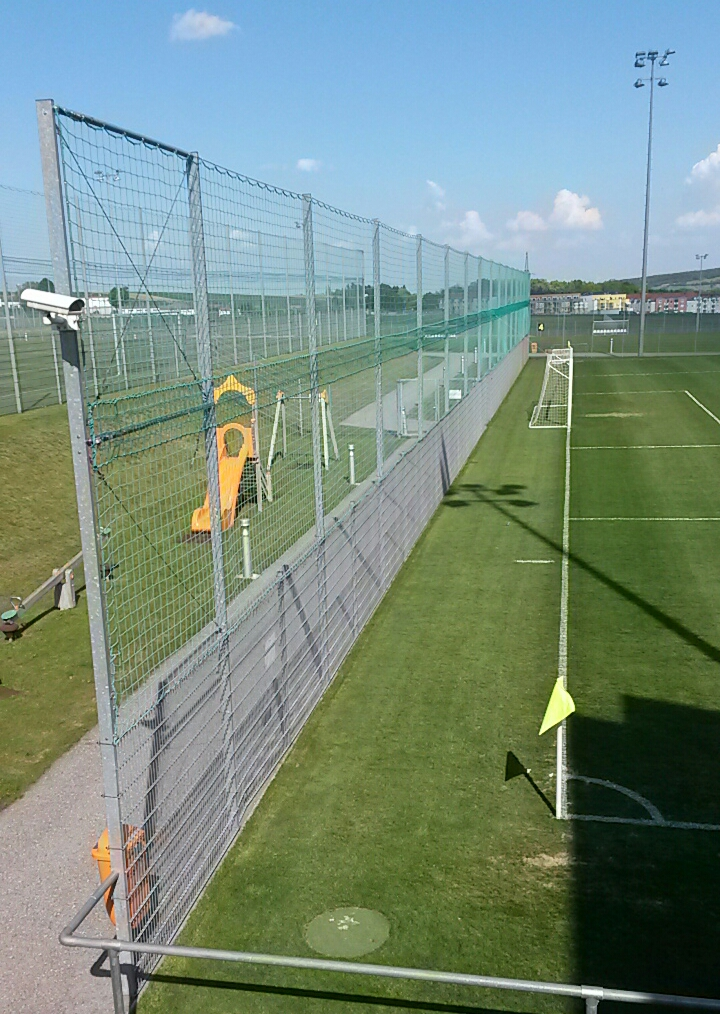
Sportplatzbereich

### Präsidenten
- Josef Cekal (1923–1925)[7]
- Alfred Krause (1925–1934)

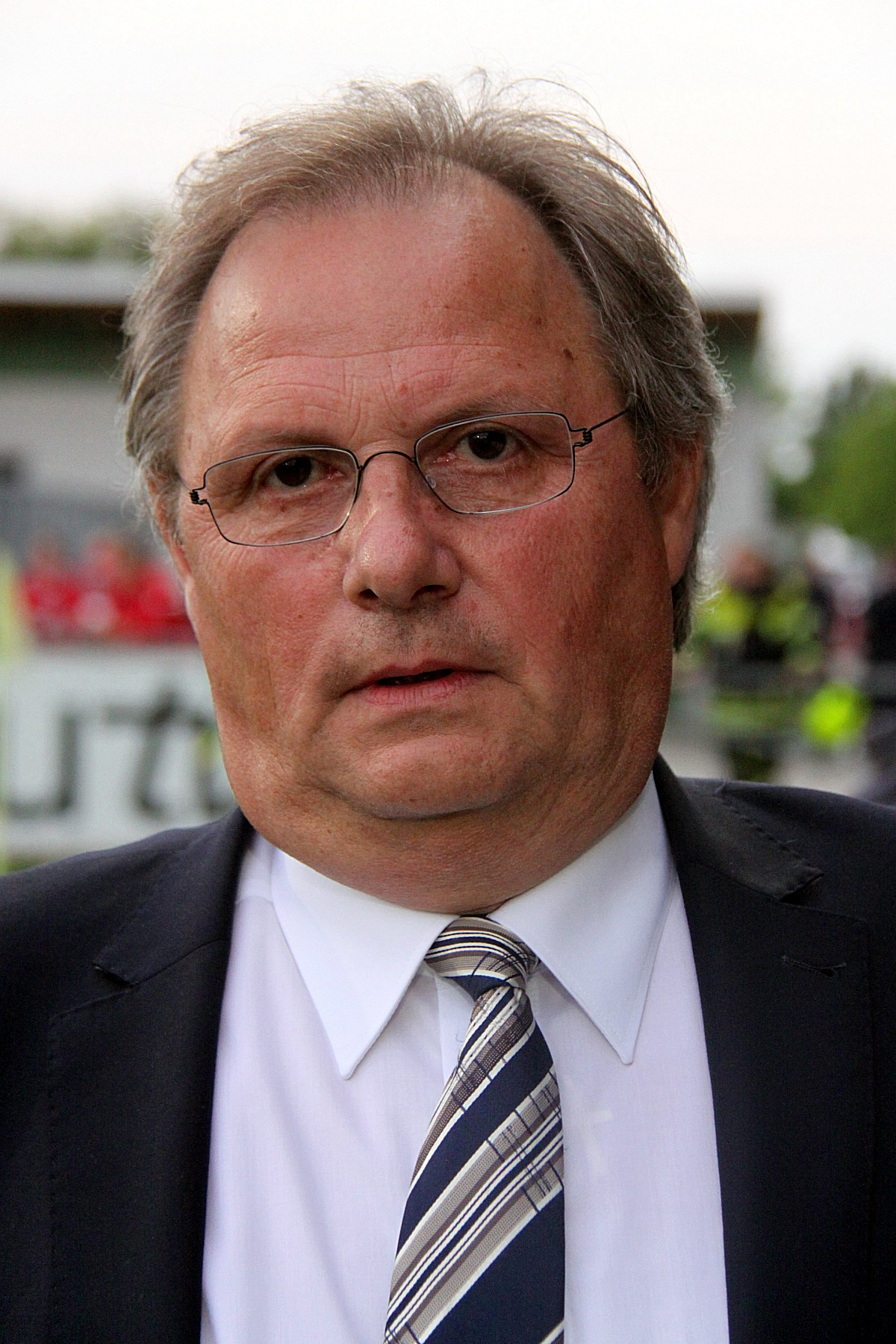
Seit 2012 Präsident: Gerhard Milletich

- Julius Wacker (1934–1936, Kreis Nord)
- Franz Schuster (1934–1938, Kreis Süd)
- Otto Willomitzer (1945–1959)
- Paul Wagner (1959–1976)
- Hans Tschank (1976–1984)
- Josef Orovits (1984–1988)
- Rudolf Talos (1988–2004)
- Karl Kaplan (2004–2012)
- Gerhard Milletich (2012–2021)
- Günter Benkö (2021–2024)[7]
- Georg Pangl (März bis November 2024)[8][9][10]

### Der Vorstand des BFV ab 2012
Bei der am 3. März 2012 abgehaltenen Generalversammlung des BFV wurde der Parndorfer Gerhard Milletich, der bis dahin als Vizepräsident fungierte, zum Präsidenten gewählt. Er trat damit die Nachfolge von Karl Kaplan an, der seit 2004 die Geschicke des Verbandes innehatte.
- Präsident: Gerhard Milletich (Parndorf)
- Vizepräsidenten: Ernst Gangl (Illmitz), Gerald Hüller (Marz), Konrad Renner (Stuben)
- Verbandskapitän: Manfred Luisser (Güssing)
- Schriftführer: Alfred Lehner
- Finanzreferent: Norbert Pleyer
- Beglaubigungsreferent: Rainer Hack (Neckenmarkt)
- Schiedsrichterobmann: Günter Benkö (Rauchenwart)
- Jugendreferent: Gabriele Pinter (Siegendorf)
- STRUMA-Obmann: Nikolaus Szauer (Neufeld)
- Frauenfußballreferent: Irmgard Kneisz
- Ligenreferent: Franz Granabetter (St. Margarethen)
- Gruppenobmänner:
  - Gruppe Nord: Robert Wieger (Breitenbrunn)
  - Gruppe Mitte: Kurt Lipovits (Dörfl)
  - Gruppe Süd: Franz Wagner (Rechnitz)
- Rechtsmittelreferent: Dietmar Potzmann (Stegersbach)
- Rechnungsprüfer: Werner Brenner, Josef Supper, Robert Welleschütz

## Fußballbewerbe

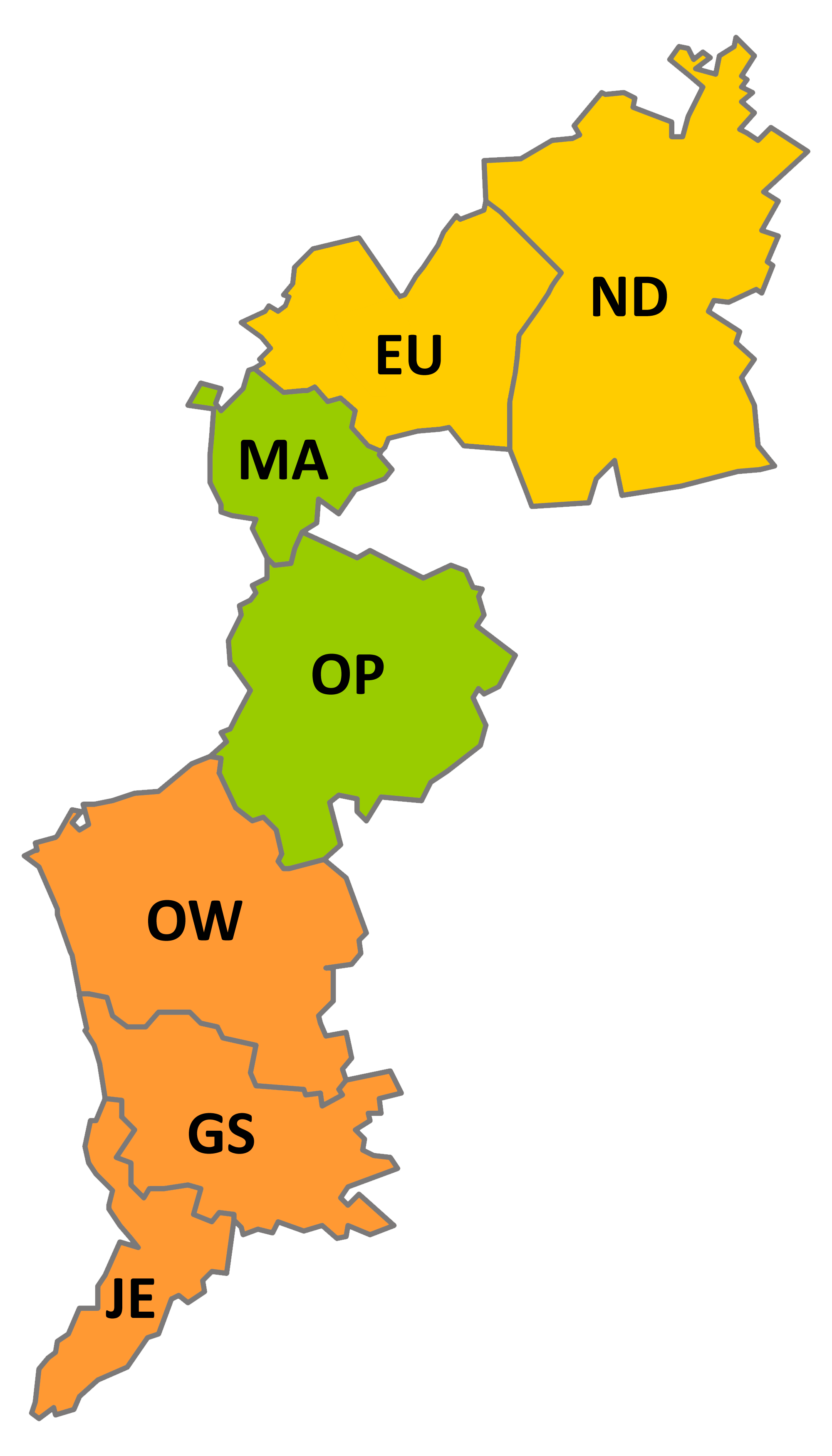
Gruppen des BFV:
Nord
Mitte
Süd

Der BFV organisiert Meisterschafts- und Cupbewerbe im Erwachsenen- und Nachwuchsbereich.

### BFV-Bewerbe im Erwachsenenbereich

#### Meisterschaft für Kampfmannschaften
Die Meisterschaft wird in vier Leistungsstufen, die in Österreich die 4. bis 7. bilden, ausgetragen.
Eine Übersicht aller burgenländischen Meister findet sich unter Statistik.
Die höchste Leistungsstufe bildet die Landesliga Burgenland, die einzige landesweite Liga (Österreich: Stufe 4).
Der Spielbetrieb unterhalb der Landesliga ist bedingt durch die schwierigen geografischen Verhältnisse im Burgenland in 3 regionale Gruppen geteilt:
- Die Gruppe Nord umfasst die Vereine aus den Bezirken Neusiedl und Eisenstadt-Umgebung sowie den Städten Eisenstadt und Rust
- Die Gruppe Mitte umfasst die Vereine aus den Bezirken Mattersburg und Oberpullendorf
- Die Gruppe Süd umfasst die Vereine aus den Bezirken Oberwart, Güssing und Jennersdorf

Innerhalb jeder Gruppe wird die Meisterschaft in drei Leistungsstufen ausgetragen:
- Die 2. Leistungsstufe des Burgenlands bilden die 2. Ligen (Ö: Stufe 5)
- Die 3. Leistungsstufe des Burgenlands bilden die 1. Klassen (Ö: Stufe 6)
- Die 4. Leistungsstufe des Burgenlands bilden die 2. Klassen (Ö: Stufe 7)

#### Ligapyramide
| Stufe      | Liga                      | Liga                       | Liga                       | Liga                       | Liga                  | Liga                  | Liga                  | Liga                  | Liga                  |
| ---------- | ------------------------- | -------------------------- | -------------------------- | -------------------------- | --------------------- | --------------------- | --------------------- | --------------------- | --------------------- |
| 4          | Landesliga 16 Vereine     | Landesliga 16 Vereine      | Landesliga 16 Vereine      | Landesliga 16 Vereine      | Landesliga 16 Vereine | Landesliga 16 Vereine | Landesliga 16 Vereine | Landesliga 16 Vereine | Landesliga 16 Vereine |
| Absteiger  | ↓ 3 Vereine               | ↓ 3 Vereine                | ↓ 3 Vereine                | ↓ 3 Vereine                |                       |                       |                       |                       |                       |
| Aufsteiger | ↑ 1 Verein                | ↑ 1 Verein                 | ↑ 1 Verein                 | ↑ 1 Verein                 |                       |                       |                       |                       |                       |
| 5          | 2. Liga Nord 16 Vereine   | 2. Liga Mitte 15 Vereine   | 2. Liga Süd 14 Vereine     | 2. Liga Süd 14 Vereine     |                       |                       |                       |                       |                       |
| Absteiger  | ↓ 2 Vereine               | ↓ 2 Vereine                | ↓ 2 Vereine                | ↓ 2 Vereine                |                       |                       |                       |                       |                       |
| Aufsteiger | ↑ 2 Vereine               | ↑ 2 Vereine                | ↑ 1 Verein                 | ↑ 1 Verein                 |                       |                       |                       |                       |                       |
| 6          | 1. Klasse Nord 14 Vereine | 1. Klasse Mitte 16 Vereine | 1. Klasse A Süd 14 Vereine | 1. Klasse B Süd 14 Vereine |                       |                       |                       |                       |                       |
| Absteiger  | ↓ 2 Vereine               | ↓ 2 Vereine                | ↓ 1 Verein                 | ↓ 1 Verein                 |                       |                       |                       |                       |                       |
| Aufsteiger | ↑ 2 Vereine               | ↑ 2 Vereine                | ↑ 1 Verein                 | ↑ 1 Verein                 |                       |                       |                       |                       |                       |
| 7          | 2. Klasse Nord 14 Vereine | 2. Klasse Mitte 14 Vereine | 2. Klasse A Süd 12 Vereine | 2. Klasse B Süd 12 Vereine |                       |                       |                       |                       |                       |

#### Klassenstärken und Auf- und Abstiegsregelungen
Die Burgenlandliga besteht aus 16 Vereinen und kann im Ausnahmefall vorübergehend auf bis zu 18 Vereine aufgestockt werden. Dieser Ausnahmefall tritt dann ein, wenn in einer Saison mehr als zwei Vereine aus der Regionalliga Ost in die Burgenlandliga absteigen.
Die Klassenstärken der anderen Ligen und Klassen richten sich nach der Gesamtzahl der Vereine pro Gruppe. Entsprechend dieser Gesamtzahl werden die Vereine basierend auf einem festgelegten Schlüssel auf die drei Leistungsstufen aufgeteilt. Demnach besteht jede Spielklasse aus maximal 16, mindestens aber zwölf Vereinen.
| Klassenstärken Gruppe Süd | Klassenstärken Gruppe Süd | Klassenstärken Gruppe Süd | Klassenstärken Gruppe Süd | Klassenstärken Gruppe Süd | Klassenstärken Gruppe Süd | Klassenstärken Gruppe Süd | Klassenstärken Gruppe Süd | Klassenstärken Gruppe Süd | Klassenstärken Gruppe Süd | Klassenstärken Gruppe Süd | Klassenstärken Gruppe Süd | Klassenstärken Gruppe Süd | Klassenstärken Gruppe Süd | Klassenstärken Gruppe Süd | Klassenstärken Gruppe Süd | Klassenstärken Gruppe Süd |
| ------------------------- | ------------------------- | ------------------------- | ------------------------- | ------------------------- | ------------------------- | ------------------------- | ------------------------- | ------------------------- | ------------------------- | ------------------------- | ------------------------- | ------------------------- | ------------------------- | ------------------------- | ------------------------- | ------------------------- |
| 2. Liga                   | 14                        | 14                        | 14                        | 14                        | 14                        | 15                        | 16                        | 16                        | 16                        | 16                        | 16                        | 16                        | 16                        | 16                        | 16                        | 16                        |
| 1. Kl. A                  | 12                        | 13                        | 13                        | 14                        | 14                        | 14                        | 14                        | 14                        | 14                        | 14                        | 14                        | 15                        | 15                        | 16                        | 16                        | 16                        |
| 1. Kl. B                  | 12                        | 12                        | 13                        | 13                        | 14                        | 14                        | 14                        | 14                        | 14                        | 14                        | 14                        | 14                        | 15                        | 15                        | 16                        | 16                        |
| 2. Kl. A                  | 12                        | 12                        | 12                        | 13                        | 12                        | 12                        | 12                        | 13                        | 13                        | 14                        | 14                        | 14                        | 14                        | 14                        | 14                        | 15                        |
| 2. Kl. B                  | 12                        | 12                        | 12                        | 13                        | 12                        | 12                        | 12                        | 12                        | 13                        | 13                        | 14                        | 14                        | 14                        | 14                        | 14                        | 14                        |
| Grundzahl                 | 62                        | 63                        | 64                        | 65                        | 66                        | 67                        | 68                        | 69                        | 70                        | 71                        | 72                        | 73                        | 74                        | 75                        | 76                        | 77                        |

| Klassenstärken Gruppen Nord und Mitte | Klassenstärken Gruppen Nord und Mitte | Klassenstärken Gruppen Nord und Mitte | Klassenstärken Gruppen Nord und Mitte | Klassenstärken Gruppen Nord und Mitte | Klassenstärken Gruppen Nord und Mitte | Klassenstärken Gruppen Nord und Mitte | Klassenstärken Gruppen Nord und Mitte | Klassenstärken Gruppen Nord und Mitte | Klassenstärken Gruppen Nord und Mitte | Klassenstärken Gruppen Nord und Mitte | Klassenstärken Gruppen Nord und Mitte |
| ------------------------------------- | ------------------------------------- | ------------------------------------- | ------------------------------------- | ------------------------------------- | ------------------------------------- | ------------------------------------- | ------------------------------------- | ------------------------------------- | ------------------------------------- | ------------------------------------- | ------------------------------------- |
| 2. Liga                               | 14                                    | 14                                    | 14                                    | 15                                    | 16                                    | 16                                    | 16                                    | 16                                    | 16                                    | 16                                    | 16                                    |
| 1. Klasse                             | 12                                    | 13                                    | 14                                    | 14                                    | 14                                    | 14                                    | 14                                    | 15                                    | 16                                    | 16                                    | 16                                    |
| 2. Klasse                             | 12                                    | 12                                    | 12                                    | 12                                    | 12                                    | 13                                    | 14                                    | 14                                    | 14                                    | 15                                    | 16                                    |
| Grundzahl                             | 38                                    | 39                                    | 40                                    | 41                                    | 42                                    | 43                                    | 44                                    | 45                                    | 46                                    | 47                                    | 48                                    |

#### Besonderheiten
- Gruppe Süd: Bei den Grundzahlen 69, 70, 71 kann die Aufteilung zwischen den beiden 2. Klassen geändert werden, allerdings darf keine der beiden Klassen weniger als 12 und mehr als 14 Vereine umfassen
- Gruppe Nord: Bei den Grundzahlen 41, 42, 43 ist die 2. Liga schrittweise auf 14 Vereine zu reduzieren, d. h. es sind folgende Verteilungen zu erreichen: GZ 41: 14/14/13, GZ 42: 14/14/14, GZ 43: 15/14/14.

Neu in die Meisterschaft eintretende Vereine zählen erst nach ihrer ersten Saison zur Grundzahl und aus der Meisterschaft ausscheidende Vereine werden in der ersten Saison nach ihrem Ausscheiden noch in der Grundzahl mitgezählt. Etwaige dadurch entstandene Abweichungen von den Klassenstärkentabellen müssen in der/den folgenden Saison(en) durch erhöhten Auf- oder Abstieg wieder ausgeglichen werden.
Jeder Meister hat das Recht auf den Aufstieg in die nächsthöhere Spielklasse, d. h.
- der Meister der Landesliga steigt die Regionalliga Ost auf
- die Meister der 2. Ligen steigen in die Burgenlandliga auf
- die Meister der 1. Klassen steigen in die 2. Ligen auf
- die Meister der 2. Klassen steigen in die 1. Klassen auf

Alle Letztplatzierten müssen in die zugeordnete untergeordnete Spielklasse absteigen, d. h.
- Absteiger aus der Burgenlandliga in die regional zugeordnete 2. Liga
- Absteiger aus den 2. Ligen in die untergeordnete 1. Klasse; in der Gruppe Süd erfolgt der Abstieg immer in die 1. Klasse, aus der der Verein seinerzeit aufgestiegen ist
- Absteiger aus den 1. Klassen in die untergeordnete 1. Klasse

Sollte durch diese Auf- und Abstiege die durch den Aufteilungsschlüssel vorgegebenen Klassenstärken nicht erreicht werden, so kann es zusätzliche Auf- und Absteiger geben.

#### Änderung ab der Saison 2010/11
Vorerst für die Saison 2010/11 befristet galten in den Gruppen Nord und Mitte geänderte Auf- und Abstiegsregeln. Zusätzlich zu den Meistern der 1. und 2. Klassen steigen auch die jeweils Zweitplatzierten fix in die 2. Liga bzw. 1. Klasse auf. Dementsprechend müssen auch die jeweils Vorletzten der 2. Ligen und 1. Klassen fix absteigen. Sollten durch diese Regelung mehr als 3 Vereine absteigen müssen, fällt der Fixaufstieg für die Zweitplatzierten jedoch weg.
In der Vorstandssitzung vom 6. Juni 2011 wurde diese Lösung auch für die Zukunft bestätigt, da sich die ursprünglich vom BFV bevorzugte Variante mit einem Fixaufsteiger und einem Relegationsplatz als terminlich nicht verwirklichbar herausgestellt hat.

#### Ligastrukturen in der Vergangenheit
- 1946 bis 1952/53:

Der BFV hatte sich im Herbst 1945 wieder aufgestellt. Da es bereits wieder aktive Vereine und eine vielversprechende Entwicklung gab, wurden alle Vereine eingeladen, dem BFV beizutreten. Da man nichts über die Spielstärke der Vereine wusste, wurde im Frühjahr 1946 ein regionaler Bewerb mit drei Sechsergruppen in den Bezirken Eisenstadt und Mattersburg ausgeschrieben. Die jeweils drei besten sollten zur 1. Klasse und die anderen zur 2. Klasse zusammengefasst werden. Im Süden fanden aufgrund der schlechten Verkehrslage nur Freundschaftsspiele statt. In den Bezirken Neusiedl und Oberpullendorf hatten die Vereine aus eigenen Antrieb den Grundstein zu einem Spielbetrieb gelegt, allerdings blieb dieser v. a. in ersterem Bezirk ein Torso, da immer neue Vereine dazustießen.
Die erste vollständige Meisterschaft nach dem Zweiten Weltkrieg spielten die Gruppen Nord (Neusiedl) und Mitte (Eisenstadt und Mattersburg) jeweils mit einer 1. und 2. Klasse, die Gruppe Oberpullendorf hatte eine Spielklasse (1. Klasse) und die Gruppe Süd umfasst – regional eingeteilt – zwei parallele "Abteilungen" A und B (2 1. Klassen). An der Ermittlung des Landesmeisters durfte jede Gruppe mit einem Verein teilnehmen, daher mussten die beiden Meister der 1. Klassen der Gruppe Süd Entscheidungsspiele austragen.
In den Folgejahren war die Ligastruktur noch von großer Instabilität geprägt. Neu eingetretene, aber auch wieder ausscheidende Vereine waren eine Ursache, eine andere die vorerst noch sehr bescheidene, aber von Jahr zu Jahr besser werdende Verkehrsinfrastruktur und Möglichkeiten, die den Vereinen für die Anreise zu den Auswärtsspielen zur Verfügung standen.
- 1947/48:

Es gab gegenüber der Vorsaison drei Veränderungen. Die Gruppe Nord löste ihre 2. Klasse auf und spielte nur mehr mit einer 1. Klasse. Die Gruppe Mitte teilte ihre 2. Klasse, die 14 Vereine umfasste, zwecks Überbrückung der Verkehrsschwierigkeiten in 2 Staffeln. Die Gruppe Süd wiederum gruppierte ihre beiden Spielklassen in eine 1. und eine 2. Klasse um. Die 2. Klasse Süd wurde ein Jahr später in 2 Staffeln geteilt. Der Landesmeister wurde wieder zwischen den Meistern der 1. Klassen ermittelt.
Nachdem sich die Verkehrsverhältnisse etwas gebessert hatten, wurde 1949/50 der Plan einer Landesliga, der die langwierige Prozedur der Ermittlung des Landesmeister hinfällig machte, realisiert. Die 12 Vereine umfassende Liga setzte sich wie folgt zusammen: 2 Vereine der Gruppe Nord, 5 Vereine der Gruppe Mitte, 1 Verein der Gruppe Oberpullendorf und 4 Vereine der Gruppe Süd. Der Aufstieg in die Landesliga in den Folgejahren sollte durch ein Qualifikationsturnier der vier Meister der 1. Klassen, bei dem drei Aufstiegsplätze ausgespielt wurden, ermittelt werden. Ein Jahr später wurde dies auf 2 Aufsteiger reduziert.
Die Meisterschaftsstruktur unterhalb der Landesliga bestand aus den vier 1. Klassen. Darunter waren in den Gruppen Mitte und Süd jeweils zwei 2. Klassen. Die Gruppen Nord und Oberpullendorf spielten ohne 2. Klasse.
- 1950/51:

Vor der Saison 1950/51 kam es zu einer ersten umfassenden, wegweisenden Gruppenreform. Die Gruppen Nord, Mitte und Oberpullendorf wurden zu einer neuen Gruppe Nord zusammengefasst. Diese Gruppe spielte die Meisterschaft mit zwei 1. Klassen (Nord A mit Vereinen aus ND und EU, Nord B mit Vereinen aus MA und OP) und drei 2. Klassen (Nord A mit Vereinen aus ND, Nord B mit Vereinen aus EU und MA und Nord C mit Vereinen aus OP) und einer neu gegründeten 3. Klasse im Bezirk EU. Die 3. Klassen wurde nach 2 Jahren ihres Bestehens in die 2. Klassen eingegliedert und gleichzeitig die Anzahl der 2. Klassen auf vier erhöht.
Die Gruppe Süd spielte unverändert mit einer 1. und zwei 2. Klassen, hatte aber bereits im Folgejahr die Auflösung vieler Vereine zu beklagen und spielte fortan nur mehr mit einer 1. Klasse.
- 1953/54 bis 1960/61:

1953/54 wurde die mittlerweile zu groß gewordene Gruppe Nord in die Gruppen Nord und Mitte aufgeteilt. Diese Gruppeneinteilung entsprach bereits der bis heute gültige Aufteilung nach Bezirken (Nord: ND und EU, Mitte: MA und OP und Süd: OW, GS und JE). Eine Ausnahme bildete der SC Zagersdorf, der aufgrund seiner Lage als südlichster Verein des Bezirks EU 1961 bis 1968 in der Meisterschaft der Gruppe Mitte eingeteilt wurde. Die Gruppe Nord spielte mit je zwei 1. und 2. Klassen. Die Gruppe Mitte kam mit je einer 1. und 2. Klasse aus. Im Süden war nach wie vor eine Klasse ausreichend.
Auch in der Folge gab es regelmäßig Änderungen. Die Gruppe Mitte teilte auf Wunsch ihrer Vereine ihre 2. Klasse 1954/55 in 2 Staffeln, wandelte dann die 1. Klasse und die zwei 2. Klassen in zwei 1. Klassen und eine 2. Klasse, die aber bald darauf aufgelöst werden musste. Allerdings nicht, weil die Vereine der 2. Klasse ausgeschieden wären, nein, alle sieben Vereine wurden in die beiden 1. Klassen eingegliedert, aus denen drei Vereine im Vorjahr während der Meisterschaft den Spielbetrieb eingestellt hatten. Doch erneut nur zwei Jahre später konnte in der Gruppe Mitte mit sechs Vereinen aus dem Bezirk Oberpullendorf und dem UFC Sieggraben der Spielbetrieb in der 2. Klasse wieder aufgenommen werden.
Der Gruppe Süd schloss sich 1956/57 eine Gruppe Vereine an, die bereits im Vorjahr eine "wilde Meisterschaft" gespielt hatten, daher konnte nun auch wieder eine 2. Klasse unterhalb der 1. Klasse angesiedelt werden. Wohl weil die beiden anderen Gruppen sich auch zwei 1. Klassen leistete, machte die Gruppe Süd 1959/60 aus ihren beiden Spielklassen zwei 1. Klassen.

Lediglich die Gruppe Nord beendete die 1950er Jahre ohne Umgruppierungen.
- 1961/62 bis 1966/67:

In der Saison 1961/62 wurden zwei 2. Ligen zwischen der Landesliga und den 1. Klassen geschaffen. Für diese beiden Spielklassen qualifizierten sich die bestplatzierten Vereine der 1. Klassen. Die 2. Liga Nord umfasste die Vereine aus den Bezirken ND, EU und MA, die Vereine aus dem Bezirk OP wurden mit den Südvereinen der 2. Liga Süd zugeordnet. Da die 24 frischgebackenen Zweitligisten dem Unterbau fehlten, wurden die 2. Klassen mit Ausnahme in der Gruppe Nord mit ausschließlich Vereinen aus dem Bezirk ND aufgelöst.
Ab Beginn der 1960er Jahre kam einigermaßen Stabilität in die Ligastruktur. Es wurden nur zwei neue 2. Klassen geschaffen, mit denen der wachsenden Anzahl an Mitgliedsvereinen Rechnung getragen wurde. 1962/63 wurde (wieder einmal) eine 2. Klasse Süd geschaffen, eine Saison darauf auch wieder eine 2. Klasse Mitte mit Vereinen aus dem Bezirk Oberpullendorf.
- 1967/68 bis 1978/79:

Aus zwei Gründen kam es ab der Saison 1967/68 zu einer Neustrukturierung. Einerseits wollte man das Spielniveau heben, andererseits wurde der Ruf der 2. Klasse-Vereine nach einer Erhöhung der Klassenstärke lauter. In jeder Gruppe wurden die beiden 1. Klassen zusammengelegt, und unter jeder 1. Klasse zwei 2. Klassen angeordnet, im Süden zwischen 1968/69 und 1971/72 sogar drei. 1972/73 wurde die Struktur mit einer 1. und drei 2. Klassen durch je zwei 1. und 2. Klassen abgelöst.
In den 1. Klassen durften jeweils der Erst- und Zweitplatzierte in die 2. Liga aufsteigen. Die Vereine wurden in die für sie regional günstigere Staffel eingeteilt. Daraus resultierte, dass manchmal Vereine aus dem Bezirk OP, die der 2. Liga Süd zugeordnet wurden, auch in der 2. Liga Nord antreten mussten. Aus den 2. Ligen mussten daher mindestens drei absteigen. In den 2. Klassen durften in der Regel nur die Meister aufsteigen.
- 1979/80 bis 1989/90:

Mit dem Spieljahr 1979/80 wurde ein langgehegter Wunsch der Gruppe Mitte erfüllt, eine 2. Liga Mitte wurde geschaffen. Da dadurch die ohnehin niedrigen Vereinszahlen in den 2. Klassen eine zusätzliche Reduktion mit sich gebracht hätte, wurde auch im Bereich der 2. Klasse reformiert. Hier wurde die starre Gruppentrennung nach Bezirken aufgelöst und anstatt der sechs nur mehr fünf 2. Klassen (2. Klasse A bis E) geführt. Diese wurden jährlich regional eingeteilt. In der Gruppe Süd wurden die beiden 1. Klassen wieder fusioniert. Damit wurden mit Ausnahme der Landesliga (15 Vereine) und der 2. Klasse C (13) ausschließlich Spielklassen mit 14 Vereinen geschaffen.
1982/83 wurde nachjustiert. Es wurde beschlossen, die 1. Klasse Süd erneut in 2 Staffeln zu teilen. Außerdem wurde festgelegt, dass die Meister der 2. Klassen wie folgt aufzusteigen haben:
- 2. Klasse A in die 1. Klasse Nord
- 2. Klasse B in die 1. Klasse Nord oder Mitte
- 2. Klasse C in die 1. Klasse Mitte
- 2. Klasse D in die 1. Klasse A Süd
- 2. Klasse E in die 1. Klasse B Süd

Damit wurde bereits eine "Präjudiz" für die aktuell gültige Klasseneinteilung getroffen, denn die 2. Klasse C entwickelte sich zu einer rein Oberpullendorfer Angelegenheit und war damit ein Vorläufer für die heutige 2. Klasse Mitte, während die 2. Klassen D und E in Wahrheit nichts anderes waren als heute die 2. Klassen A und B Süd.
Die Klasseneinteilung funktionierte eine Zeit lang sehr gut, doch gegen Ende der 1980er Jahre sank die Zahl der Vereine in den 2. Klassen A und B stark ab, bis im Spieljahr 1989/90 in der 2. Klasse B nur mehr acht Vereine spielten (die Meisterschaft wurde als Doppelrunde, also viermal jeder gegen jeden ausgetragen).
- 1990/91 bis 2011/12:

Aufgrund des oben erwähnten Mangels an Vereinen wurde der Bereich der 2. Klassen reformiert. Aus fünf wurde vier 2. Klassen, jeweils unter den vier 1. Klassen angeordnet. Gleichzeitig wurde der Aufstieg der Zweitplatzierten der 1. Klassen Nord und Mitte abgeschafft. Diese Klasseneinteilung hat inkl. der Saison 2011/12 Gültigkeit.
- ab 2012/13

Nach der Saison 2011/12 wurden in der Gruppe Süd die beiden 1. Klassen zusammengelegt. Die Struktur im Landessüden sieht demnach wie folgt aussehen:
- 2. Leistungsstufe: eine 2. Liga
- 3. Leistungsstufe: eine 1. Klasse
- 4. Leistungsstufe: zwei 2. Klassen

#### Diskussionspunkte betreffend der Ligastruktur in den letzten Jahren
In den vergangenen Jahren gab es vor allem in der Gruppe Nord Diskussionen. Als Anfang der 2000er Jahre die Anzahl der Vereine in der 2. Klasse Nord im Zuge der Aufstockung der 2. Liga Nord auf 12 sank, regte sich Unmut unter den Vereinen über die geringe Anzahl an Spielen. Auf Wunsch der Vereine wurde ein Play-off-Modus eingeführt: Nach einer Hin- und Rückrunde (22 Runden) spielten die besten sechs Vereine ein Oberes Play-off um den Aufstieg in die 1. Klasse Nord und die verbliebenen sechs ein Unteres Play-off. Da das für die Vereine auch keine zufriedenstellende Lösung war, wurde in Verbindung mit einer schrittweisen Reduktion der 2. Liga Nord bei vorliegen der Grundzahlen 41, 42 und 43 (siehe oben) wieder auf eine "normale" Meisterschaft mit Hin- und Rückrunde umgestellt.
Ab Mitte der 2000er Jahre kam unter einigen Vereinen der Gruppe Nord der Wunsch nach zwei parallelen "Bezirksligen" anstatt der 1. und 2. Klasse auf. Als Argumente wurden die in der Gruppe Nord tatsächlich weitesten Fahrtstrecken zu Auswärtsspielen (bis zu 80 km) und ein erhöhtes Zuschauerinteresse bei mehr Lokalderbys durch Bezirksligen vorgebracht. Dagegen wurde argumentiert, dass die Austragung im gesamten Burgenland einheitlich durchgeführt werden müsse: Ein Verein in der Gruppe Nord könnte im Fall von Bezirksligen bereits mit zwei Aufstiegen in die Burgenlandliga gelangen, während die anderen Vereine dafür dreimal aufsteigen müssten. Außerdem würde man mit Bezirksligen zwei "Schutzgruppen", also Spielklassen, aus denen es keinen Abstieg gibt, schaffen, was sich negativ auf die Motivation auswirken könnte. Beim BFV fand das Anliegen kein Gehör.
Immer wieder wurden auch zusätzliche fixe Aufsteiger diskutiert, die die Spannung erhöhen könnten. Doch auch hier gab es lange Zeit keine überzeugende Mehrheit. Vor Beginn der Saison 2010/11 wurde jedoch in den Gruppen Nord und Mitte ein zweiter fixer Auf- und dementsprechend auch Absteiger, vorerst für diese eine Saison befristet beschlossen.
Generell stoßen Reformbestrebungen auch durch spezielle Konstellationen in der Klassenzusammensetzung nicht überall auf offene Ohren. So gilt die 2. Liga Nord seit vielen Jahren als "Seewinkelliga", da meist die überwiegende Anzahl der Vereine aus dem Bezirk Neusiedl kommt. Bis Mitte der 2000er Jahre spielten bis auf eine Ausnahme alle Vereine des Bezirks Mattersburg in der 2. Liga Mitte und die 2. Klasse Mitte besteht seit über 25 Jahren fast ausschließlich aus Vereinen des Bezirks Oberpullendorf.
Auch die geografischen Gegebenheiten mit einigen Barrieren mit dem Neusiedlersee zwischen den Vereinen aus ND und EU, dem Sieggraber Sattel zwischen MA und OP und dem Geschriebenstein zwischen OP und OW bilden "natürliche" Grenzen, die einerseits Auswirkungen auf die Fahrtstrecken haben und andererseits emotionale Zugehörigkeitsgefühle zu den jeweiligen Regionen bei der Bevölkerung mit sich bringen.
Reformbedarf wird wohl erst dann eintreten, wenn in Zukunft weitere Vereine den Spielbetrieb einstellen (in den letzten Jahren sind mit dem SV Müllendorf, SV Krensdorf, SC Eisenstadt, ASK Miedlingsdorf, SV Rauchwart und SV Hackerberg bereits einige Vereine aus dem Meisterschaftsgeschehen ausgeschieden). So beschloss die Gruppe Süd Anfang Februar 2011 die Straffung ihrer Klassenstruktur ab der Saison 2012/13. Statt wie bisher je zwei 1. und 2. Klassen unterhalb der 2. Liga soll es dann nur noch eine 1. und zwei 2. Klassen geben.

#### Meisterschaft für Reservemannschaften
Jeder Verein, der mit einer Kampfmannschaft am Meisterschaftsbetrieb des BFV teilnehmen möchte, muss auch eine Reservemannschaft stellen. Die Reservemeisterschaft wird als eigener Bewerb parallel zu den Kampfmannschaften ausgetragen, d. h. die Reservemannschaften spielen jeweils als Vorspiel gegen dieselben Gegner wie die Kampfmannschaft. Die Meister werden analog zu den Kampfmannschaften vom BFV mit Meisterurkunden geehrt, allerdings gibt es keinen eigenen Auf- und Abstieg. Unabhängig von ihrer Platzierung steigen die Reserven mit ihrer Kampfmannschaft auf bzw. ab.
Die burgenländischen Vereine, die an Bewerben der Bundesliga bzw. Regionalliga Ost teilnehmen, die über keinen eigenen Reservebewerb verfügen, sind verpflichtet eine Amateur- (Bundesliga) bzw. Ib-Mannschaft (Regionalliga) im Kampfmannschaftsbetrieb des BFV zu stellen. Vereine der 1. Bundesliga haben dabei ein Anrecht auf die Einreihung in die Burgenlandliga, Vereine der Ersten Liga in die 2. Ligen und Regionalligavereine in die 1. Klassen. Diese Mannschaften unterliegen als 2. Kampfmannschaften den Auf- und Abstiegsregelungen des BFV, dürfen jedoch bis max. eine Spielklasse unterhalb ihrer Kampfmannschaft aufsteigen.

### BFV-Cup
Der Burgenländische Fußballverband richtet auch einen Cupbewerb aus. Der BFV-Cup trägt aktuell nach dem Bewerbssponsor den Namen "Raiffeisen-Cup". Der Cupsieger erhält einen Fix-Startplatz in der 1. Hauptrunde des ÖFB-Cups. Der BFV-Cup wurde 1995 auf Initiative des Gruppenobmanns Mitte Kurt Lipovits eingeführt. Davor gab es schon 1946–1949 und 1974–1977 zwei jeweils dreijährige Intermezzos mit Vorgängerbewerben, die jedoch wieder eingestellt worden sind.
Eine Übersicht alle burgenländischen Cupsieger findet sich unter Statistik.

#### Format
Der BFV-Cup wird im K.-o.-System ausgetragen. Alle Runden werden in einem Spiel entschieden, in der 1. Runde hat der niedriger platzierte Verein Heimrecht. Steht es nach 90 Minuten Unentschieden wird der Sieger sofort (ohne Verlängerung) im Elfmeterschießen ermittelt. Die ersten 4 Cuprunden werden gruppenintern (Nord, Mitte, Süd A, Süd B) ausgetragen. Halbfinale und Finale innerhalb jeder Gruppe werden jeweils in Turnierform an einem Tag durchführt. Der Austragungsort wird dabei entweder ausgelost oder auf Basis Bewerbungen vergeben. Die Gruppe Mitte verzichtet in der Saison 2010/11 auf ein Finalturnier, sondern trägt Halbfinale und Finale analog der 1. und 2. Runde aus.
Die 4 Gruppensieger bestreiten dann die landesweite Finalrunde. Diese wird in Turnierform an einem Tag ausgetragen, wobei sich die drei Gruppen (Nord, Mitte, Süd) als Veranstalter abwechseln. Austragungsort ist jeweils der Platz des Gruppensiegers jener Gruppe, die Heimrecht halt (im Süden alternierend Süd A und Süd B).
- 1. Runde: 64 Teilnehmer (16 Vereine je Gruppe)
- 2. Runde: 32 Teilnehmer (8 Erstrunden-Sieger je Gruppe)
- 3. Runde: 16 Teilnehmer (4 Zweitrunden-Sieger je Gruppe); "Gruppen-Halbfinale"
- 4. Runde: 8 Teilnehmer (2 Halbfinalsieger je Gruppe); "Gruppenfinale"
- 5. Runde: 4 Teilnehmer (4 Gruppensieger); "Halbfinale"
- 6. Runde: 2 Teilnehmer (2 Halbfinalsieger); "Finale"

#### Qualifikation
Teilnahmeberechtigt sind alle Vereine des BFV, die keine Möglichkeit haben, sich in der laufenden Cup-Saison über die Meisterschaft für den ÖFB-Pokal zu qualifizieren, das heißt alle Vereine unterhalb der Burgenlandliga. Daher sind die Meister der II. Ligen nicht für den BFV-Cup qualifiziert. Die Qualifikation erfolgt anhand der Meisterschaftsendplatzierung der Vorsaison.
| Spielstufe | Cup Nord | Cup Mitte | Cup Süd A                 | Cup Süd B                 |
| ---------- | -------- | --------- | ------------------------- | ------------------------- |
| 2. Liga    | 2.–7.    | 2.–7.     | 4 aus 2.–9. (2. Liga Süd) | 4 aus 2.–9. (2. Liga Süd) |
| 1. Klasse  | 1.–5.    | 1.–5.     | 1.–6. (1. Klasse A Süd)   | 1.–6. (1. Klasse B Süd)   |
| 2. Klasse  | 1.–5.    | 1.–5.     | 1.–6. (2. Klasse A Süd)   | 1.–6. (2. Klasse B Süd)   |

### BFV-Hallenmasters
Der BFV führt jeweils in der 2. Jännerhälfte das BFV-Hallenmasters durch. Dafür können sich die BFV-Vereine über von den Vereinen veranstaltete und beim BFV angemeldeten Hallenturniere qualifizieren. Abhängig von der Spielstärke der teilnehmenden Vereine wird gemäß den Qualifikationsrichtlinien pro Turnier ein Koeffizient berechnet, der dem Turniersieger dreifach, dem Zweiten zweifach und dem Dritten einfach als Masterspunkte gutgeschrieben wird. Die sieben Vereine mit den meisten Punkten nehmen neben dem Titelverteidiger am Hallenmasters teil.
Das Hallenmasters wird in zwei Vierergruppen mit anschließendem Halbfinale und Finale an einem Finaltag ausgetragen. Erfolgreichster Teilnehmer ist der SV Neuberg mit insgesamt sechs Hallentiteln.

### Burgenländische Frauenliga
Der BFV ist bestrebt auch eine eigene Frauenliga durchzuführen, sofern sich genügend Teilnehmer dafür finden. Nach längerer Pause war dies z. B. in der Saison 2010/11 wieder möglich. Einige burgenländische Frauenfußballteams nehmen an den Bewerben der Bundesliga, des NÖFV und StFV teil. In der Saison 2013/14 spielen der FC Mönchhof und der SC Neusiedl am See in der 1. Klasse der Wiener Liga.

### Burgenland Frauen Cup
Seit 2018/19 spielen die Frauen unter dem Burgenländischer Fußballverband einen Pokalbewerb unter dem Namen Burgenland Frauen-Cup aus. Der Gewinner des Pokalbewerbes bekommt einen Fix-Startplax in der 1. Hauptrunde des ÖFB Ladies Cup.

### BFV-Bewerbe im Nachwuchsbereich
Der BFV führt in nachfolgenden Altersstufen Nachwuchsbewerbe durch. Um im Kinderfußball (= U12 und jünger) den Spielgedanken über den Leistungsgedanken zu stellen, führt der BFV in diesen Altersstufen keine Tabellen und führt keine Meisterehrungen durch.
Die Meisterschaftsbewerbe werden in der Regel im Herbst in möglichst regionalen Gruppen ausgetragen. Im Frühjahr werden die Gruppen leistungsgerecht neu eingeteilt. Im Jugendfußball (= U14, U16) werden sogenannte Leistungsligen gebildet, deren bestplatzierte Mannschaften im Anschluss in einem Play-off den Landesmeister ermittelt.
Es gibt folgende Abweichungen vom Erwachsenenfußball:
| Altersstufe | Spielbetrieb                   | Spieler                       | Spieldauer                                          | Spielfeld           | Ballgröße | Tabellen, Meisterehrung |
| ----------- | ------------------------------ | ----------------------------- | --------------------------------------------------- | ------------------- | --------- | ----------------------- |
| U6/7/8      | Turnierform                    | 4 Feldspieler + 1 Torhüter    | max. 60 Minuten pro Spieltag                        | 30–35 × 20–25 Meter | 3         | nein                    |
| U9/10       | Turnierform oder Meisterschaft | 6 Feldspieler und 1 Torhüter  | maximal 60 Minuten pro Spieltag oder 2 × 25 Minuten | 40–50 × 30–35 Meter | 4         | nein                    |
| U12         | Meisterschaft                  | 8 Feldspieler und 1 Torhüter  | 2 × 30 Minuten                                      | 60–75 × 45–55 Meter | 4         | nein                    |
| U14         | Meisterschaft                  | 10 Feldspieler und 1 Torhüter | 2 × 40 Minuten                                      | Gesamtfeld          | 4         | ja                      |
| U16         | Meisterschaft                  | 10 Feldspieler und 1 Torhüter | 2 × 45 Minuten                                      | Gesamtfeld          | 5         | ja                      |

In den Nachwuchsbewerben U6 bis U14 sind Mädchen und Knaben gemeinsam in einer Mannschaft spielberechtigt. In gemischten Mannschaften wird der Stichtag der Mädchen um ein Jahr hinuntergesetzt (beispielsweise U15-Mädchen im U14-Bewerb oder U13-Mädchen im U12-Bewerb). Mädchen dürfen ab der Altersstufe U16 nicht mehr in Nachwuchsbewerben zum Einsatz kommen.

## Statistik

### Ehrentafel der burgenländischen Meister

#### 1923 bis 1938
In Ermangelung von Quellen sind aus diesem Zeitraum nur die burgenländischen Landesmeister aufgeführt.

##### Landesmeister
- 1923/24 SC Parndorfer Sturm
- 1924/25 ASV Neufeld
- 1925/26 ASV Neufeld
- 1926/27 ASV Neufeld
- 1927/28 ASV Neufeld
- 1928/29 ASV Neufeld
- 1929/30 ASV Neufeld
- 1930/31 SC Hutter & Schrantz Pinkafeld
- 1931/32 SC Hutter & Schrantz Pinkafeld
- 1932/33 Oberwarter Athletiksportverein
- 1933/34 SC Hutter & Schrantz Pinkafeld
- 1934/35 SC Hutter & Schrantz Pinkafeld
- 1935/36 SC Hutter & Schrantz Pinkafeld
- 1936/37 SC Hutter & Schrantz Pinkafeld

#### Seit der Wiedererrichtung des BFV 1945
| Saison  | Landesliga (= Landesmeister) | 2. Ligen                                                                            | 1. Klassen | 2. Klassen |
| 1945/46 | ASV Neufeld (*1)             | –                                                                                   | ASV Frauenkirchen (Nord) ASV Neufeld (Mitte A) ASV Hirm (Mitte B) SV Mattersburg (Mitte C) SC Großwarasdorf (OP) SC Pinkafeld (Süd)                  | – |
| 1946/47 | SC Oberwart 1912 (*2)        | –                                                                                   | SC Parndorf (Nord) ASV Neufeld (Mitte) SV Deutschkreutz (OP) SC Oberwart 1912 (Süd A) SV Güssing (Süd B)                                             | FC Halbturn (Nord) ASV Wimpassing (Mitte) |
| 1947/48 | SC Oberwart 1912 (*2)        | –                                                                                   | SC Parndorf (Nord) SV Antau (Mitte) SC Großwarasdorf (OP) SC Oberwart 1912 (Süd)                                                                     | FC Gols (Nord) ASV Sonnenberg Hornstein (Mitte A) SV Schattendorf (Mitte B) RAC Riedlingsdorf (Süd A) SV Rudersdorf (Süd B)                                                          |
| 1948/49 | SC Oberwart 1912 (*2)        | –                                                                                   | ASV Frauenkirchen (Nord) ASV Siegendorf (Mitte) SV Deutschkreutz (OP) SC Oberwart 1912 (Süd)                                                         | ASKÖ Klingenbach (Mitte A) ASV Stöttera (Mitte B) SV Miedlingsdorf (Süd A) SV Stegersbach (Süd B)                                                                                    |
| 1949/50 | ASV Siegendorf               | –                                                                                   | ASV Kittsee (Nord) SC Eisenstadt (Mitte) SV Lackenbach (OP) SV Großpetersdorf (Süd)                                                                  | SV Leithaprodersdorf (Mitte A) SV Krensdorf (Mitte B) SV Zuberbach (Süd A) SV Rudersdorf (Süd B)                                                                                     |
| 1950/51 | SC Oberwart 1912             | –                                                                                   | Newag Eisenstadt (Nord A) SV Deutschkreutz (Nord B) SV Güssing (Süd)                                                                                 | ASV Nickelsdorf (Nord A) SV Rohrbach (Nord B) SV Steinberg (Nord C) SC Pinkafeld Ib (Süd A) SV Güssing Ib (Süd) FC St. Georgen (3. Klasse Nord)                                      |
| 1951/52 | ASV Neufeld                  | –                                                                                   | SC Eisenstadt (Nord A) ASV Pöttsching (Nord B) SC Bad Tatzmannsdorf (Süd)                                                                            | UFC Gattendorf (Nord A) SC Marz (Nord B) SC Stoob (Nord C) SC Oggau (3. Klasse Nord)                                                                                                 |
| 1952/53 | SV Mattersburg               | –                                                                                   | SC Parndorf (Nord A) SV Schattendorf (Nord B) SC Bad Tatzmannsdorf (Süd)                                                                             | ESV Parndorf (Nord A) SC Rust (Nord B) SV Forchtenau (Nord C) ASK Deutschkreutz (Nord D)                                                                                             |
| 1953/54 | ASV Siegendorf               | –                                                                                   | UFC Frauenkirchen (Nord A) ASV Stinkenbrunn (Nord B) SV Deutschkreutz (Mitte) SV Jennersdorf (Süd)                                                   | USV Halbturn (Nord A) ASV Stöttera (Nord B) SK Wiesen (Mitte) |
| 1954/55 | SC Oberwart 1912             | –                                                                                   | ASV Nickelsdorf (Nord A) ASV Stinkenbrunn (Nord B) SV Loipersbach (Mitte) ASK Riedlingsdorf (Süd)                                                    | SV Neudorf/Parndorf (Nord A) UFC Schützen (Nord B) SK Kobersdorf (Mitte A) SK Kaisersdorf (Mitte B)                                                                                  |
| 1955/56 | SV Mattersburg               | –                                                                                   | ESV Parndorf (Nord A) ASV Siegendorf (Nord B) SC Sauerbrunn (Mitte A) SC Oberpullendorf (Mitte B) SV Großpetersdorf (Süd)                            | UFC Weiden (Nord A) UFC Purbach (Nord B) SV Oberloisdorf (Mitte) |
| 1956/57 | SV Mattersburg               | –                                                                                   | ASV Frauenkirchen (Nord A) UFC Schützen (Nord B) SV Sigleß (Mitte A) ASK Deutschkreutz (Mitte B) SV Großpetersdorf (Süd)                             | ASK Albrechtsfeld (Nord A) ASKÖ Klingenbach (Nord B) UFC Sieggraben (Mitte) UFC Mogersdorf (Süd)                                                                                     |
| 1957/58 | ASV Neufeld                  | –                                                                                   | ASV Kittsee (Nord A) ASV Stinkenbrunn (Nord B) SC Sauerbrunn (Mitte A) SV Deutschkreutz (Mitte B) ASC Riedingsdorf (Süd)                             | FC Illmitz (Nord A) ASV Sonnenberg Hornstein (Nord B) SV Eltendorf (Süd) |
| 1958/59 | SC Eisenstadt                | –                                                                                   | ASV Zurndorf (Nord A) ASV Steinbrunn (Nord B) SC Sauerbrunn (Mitte A) SV Deutschkreutz (Mitte B) USV Rudersdorf (Süd)                                | UFC Weiden (Nord A) UFC Donnerskirchen (Nord B) SV Deutsch Kaltenbrunn (Süd) |
| 1959/60 | SC Pinkafeld                 | –                                                                                   | ASV Kittsee (Nord A) SC Zillingtal (Nord B) SC Sauerbrunn (Mitte A) ASK Deutschkreutz (Mitte B) ASK Oberwart (Süd A) USV Rudersdorf (Süd B)          | ASV Deutsch Jahrndorf (Nord A) SV Müllendorf (Nord B) SC Großwarasdorf (Mitte) |
| 1960/61 | ASV Neufeld                  | –                                                                                   | ASV Frauenkirchen (Nord A) SV Müllendorf (Nord B) SV Rohrbach (Mitte A) SV Oberpullendorf (Mitte B) SV Zuberbach (Süd A) USV Rudersdorf (Süd B)      | UFC Gols (Nord A) SC Rust (Nord B) SV Kroatisch Minihof (Mitte) SV Ollersdorf (Süd)                                                                                                  |
| 1961/62 | SC Eisenstadt                | SV Müllendorf (Nord) USV Rudersdorf (Süd)                                           | FC Andau (Nord A) ASKÖ Klingenbach (Nord B) ASK Baumgarten (Mitte A) ASK Stoob (Mitte B) ASK Miedlingsdorf (Süd A) SV Eberau (Süd B)                 | USC Wallern (Nord) |
| 1962/63 | SV Mattersburg               | ASV Steinbrunn (Nord) SV Güssing (Süd)                                              | ASV Frauenkirchen (Nord A) SC Rust (Nord B) SV Antau (Mitte A) SV Steinberg (Mitte B) ASK Kohfidisch (Süd A) SV Stegersbach (Süd B)                  | UFC Kittsee (Nord) SV Hannersdorf (Süd) |
| 1963/64 | SV Deutschkreutz             | FC Andau (Nord) ASK Baubezirksamt Oberwart (Süd)                                    | ASV Nickelsdorf (Nord A) UFC Oggau (Nord B) ASK Baumgarten (Mitte A) SV Lackenbach (Mitte B) SV Rechnitz (Süd A) USV Jennersdorf (Süd B)             | ASV Deutsch Jahrndorf (Nord) ASK Kaisersdorf (Mitte) SV Bernstein (Süd) |
| 1964/65 | SC Pinkafeld                 | SV Rohrbach (Nord) SV Rechnitz (Süd)                                                | UFC Weiden (Nord A) FC Oslip (Nord B) ASV Pöttsching (Mitte A) ASK Kaisersdorf (Mitte B) ASK Miedlingsdorf (Süd A) SV Kukmirn (Süd B)                | ESV Parndorf (Nord) SK Unterfrauenhaid (Mitte) SC Schandorf (Süd) |
| 1965/66 | SV Loipersbach               | SC Rust (Nord) SC Oberwart 1912 (Süd)                                               | USV Halbturn (Nord A) ASV Sonnenberg Hornstein (Nord B) SV Sigleß (Mitte A) SK Unterfrauenhaid (Mitte B) SV Hannersdorf (Süd A) SV Güssing (Süd B)   | UFC Tadten (Nord) SC Lockenhaus (Mitte) UFC Markt Allhau (Süd) |
| 1966/67 | SC Pinkafeld                 | USV Halbturn (Nord) SV Steinberg (Süd)                                              | ASV Frauenkirchen (Nord A) UFC Purbach (Nord B) SC Sauerbrunn (Mitte A) SV Oberloisdorf (Mitte B) SV Großpetersdorf (Süd A) SV Heiligenkreuz (Süd B) | ESV Parndorf (Nord) SC Großwarasdorf (Mitte) SV Güttenbach (Süd) |
| 1967/68 | SC Oberwart 1912-Quelle      | ASV Kittsee (Nord) ASK Deutschkreutz (Süd)                                          | ASV Deutsch Jahrndorf (Nord) ASV Edelweiß Draßburg (Mitte) SV Bernstein (Süd)                                                                        | SK Pama (Nord A) SC Breitenbrunn (Nord B) SC Wiesen (Mitte A) SC Großwarasdorf (Mitte B) ASK Neuhaus/Wart (Süd A) SV Güttenbach (Süd B)                                              |
| 1968/69 | UFC Frauenkirchen            | SV Rohrbach (Nord) SV Güssing (Süd)                                                 | SV St. Margarethen (Nord) SV Schattendorf (Mitte) ASK Kohfidisch (Süd)                                                                               | SC Apetlon (Nord A) SV Wulkaprodersdorf (Nord B) SV Markt St. Martin (Mitte A) SC Kroatisch Minihof (Mitte B) ASK Jabing (Süd A) SV Neuberg (Süd B) SV Rohrbrunn (Süd C)             |
| 1969/70 | USV Rudersdorf               | ASV Sonnenberg Hornstein (Nord) SV Lackenbach (Süd)                                 | UFC Oggau (Nord) SV Sigleß (Mitte) ASK Neuhaus/Wart (Süd)                                                                                            | FC Mönchhof (Nord A) UFC Stotzing (Nord B) ASK Horitschon (Mitte A) SC Unterrabnitz (Mitte B) SV Schachendorf (Süd A) SV Mischendorf (Süd B) SV St. Michael (Süd C)                  |
| 1970/71 | ASV Siegendorf               | SV St. Margarethen (Nord) SV Güssing (Süd)                                          | UFC Stotzing (Nord) SC Wiesen (Mitte) SV Schachendorf (Süd)                                                                                          | ASV Neudorf/Parndorf (Nord A) SV Leithaprodersdorf (Nord B) ASK Raiding (Mitte A) SC Piringsdorf (Mitte B) ASK Goberling (Süd A) SV Bocksdorf (Süd B) SV Deutsch Kaltenbrunn (Süd C) |
| 1971/72 | SV Rechnitz                  | ASK Baumgarten (Nord) SC Pinkafeld (Süd)                                            | SV Leithaprodersdorf (Nord) ASK Raiding (Mitte) SV Deutsch Kaltenbrunn (Süd)                                                                         | UFC Gols (Nord A) FC Großhöflein (Nord B) ASK Kobersdorf (Mitte A) SC Rattersdorf/Liebing (Mitte B) ASK Miedlingsdorf (Süd A) SV Olbendorf (Süd B) SV Eltendorf (Süd C)              |
| 1972/73 | ASV Siegendorf               | SV Leithaprodersdorf (Nord) SV Steinberg (Süd)                                      | ASV Zurndorf (Nord) SV Forchtenstein (Mitte) SV Kirchfidisch (Süd A) SV Neuberg (Süd B)                                                              | USC Wallern (Nord A) UFC Purbach (Nord B) SV Krensdorf (Mitte A) UFC Mannersdorf (Mitte B) ASV Markt Neuhodis (Süd A) ASK Oberdorf (Süd B)                                           |
| 1973/74 | ASV Kittsee                  | UFC Oggau (Nord) ASK Stoob (Süd)                                                    | USC Wallern (Nord) SC Wiesen (Mitte) ASK Miedlingsdorf (Süd A) SV Eltendorf (Süd B)                                                                  | SC Parndorf (Nord A) ASKÖ Klingenbach (Nord B) UFC Sieggraben (Mitte A) SV Oberloisdorf (Mitte B) ASK Jabing (Süd A) UFC Strem (Süd B)                                               |
| 1974/75 | SC Oberwart 1912             | SV Forchtenstein (Nord) SV Schachendorf (Süd)                                       | FC Illmitz (Nord) ASK Marz (Mitte) ASK Schlaining (Süd A) SV Eberau (Süd B)                                                                          | UFC Pamhagen (Nord A) SC Zagersdorf (Nord B) SC Nikitsch (Mitte A) UFC Mannersdorf (Mitte B) UFC Oberschützen (Süd A) SV Güttenbach (Süd B)                                          |
| 1975/76 | SC Neusiedl 1919             | UFC Weiden (Nord) SV Hannersdorf (Süd)                                              | ASV Steinbrunn/Zillingtal (Nord) SV Antau (Mitte) SV Markt Allhau (Süd A) USV Jennersdorf (Süd B)                                                    | UFC Podersdorf (Nord A) FC Oslip (Nord B) SC Kroatisch Minihof (Mitte A) ASK Lutzmannsburg (Mitte B) SV Loipersdorf (Süd A) UFC Neuhaus am Klausenbach (Süd B)                       |
| 1976/77 | USV Rudersdorf               | ASK Marz (Nord) SV Neuberg (Süd)                                                    | ASKÖ Klingenbach (Nord) ASV Pöttsching (Mitte) ASK Jabing (Süd A) SV Heiligenkreuz (Süd B)                                                           | ASK Gols (Nord A) SC Freistadt Rust (Nord B) ASK Kobersdorf (Mitte A) SC Kroatisch Geresdorf (Mitte B) SC Kemeten (Süd A) SC Gerersdorf (Süd B)                                      |
| 1977/78 | SV Leithaprodersdorf         | ASKÖ Klingenbach (Nord) SV Schachendorf (Süd)                                       | SC Zagersdorf (Nord) SC Großwarasdorf (Mitte) ASK Schlaining (Süd A) ASK Stinatz (Süd B)                                                             | ASV Deutsch Jahrndorf (Nord A) UFC Schützen (Nord B) ASV Edelweiß-Draßburg (Mitte A) SC Piringsdorf (Mitte B) SC Grafenschachen (Süd A) SV Rauchwart (Süd B)                         |
| 1978/79 | SV Güssing                   | UFC Purbach (Nord) USV Jennersdorf (Süd)                                            | ASK Gols (Nord) SV Loipersbach (Mitte) SC Loipersdorf (Süd A) SV Deutsch Kaltenbrunn (Süd B)                                                         | FC St. Andrä (Nord A) UFC Stotzing (Nord B) ASK Neutal (Mitte A) SC Frankenau (Mitte B) SC Wiesfleck (Süd A) SV Eltendorf (Süd B)                                                    |
| 1979/80 | SC Oberwart 1912             | ASV Siegendorf (Nord) ASK Deutschkreutz (Mitte) SV Ollersdorf (Süd)                 | UFC Schützen (Nord) SV Schattendorf (Mitte) SV St. Michael (Süd)                                                                                     | UFC Tadten (A) SC Sauerbrunn (B) SK Unterschützen (C) SV Litzelsdorf (D) SV Heiligenkreuz (E)                                                                                        |
| 1980/81 | SV Oberwart                  | FC Illmitz (Nord) SV Schattendorf (Mitte) SV Deutsch Kaltenbrunn (Süd)              | USV Halbturn (Nord) ASK Neutal (Mitte) SV Großpetersdorf (Süd)                                                                                       | FC Mönchhof (A) SV Forchtenstein (B) SC Rattersdorf/Liebing (C) UFC Markt Allhau (D) ASV St. Martin/Raab (E)                                                                         |
| 1981/82 | UFC Purbach                  | FC Andau (Nord) SV Antau (Mitte) SV Eberau (Süd)                                    | UFC Stotzing (Nord) ASK Hirm (Mitte) SV Güttenbach (Süd)                                                                                             | FC Winden (A) ASV Sonnenberg Hornstein (B) SV Kaisersdorf/Weingraben (C) ASK Kohfidisch (D) SC Gerersdorf (E)                                                                        |
| 1982/83 | SV Neuberg                   | ASV Siegendorf (Nord) SV Deutschkreutz(Mitte) ASK Schlaining (Süd)                  | FC Mönchhof (Nord) SV Lackenbach (Mitte) ASK Stinatz (Süd A) SV Eltendorf (Süd B)                                                                    | SV Jois (A) SV Wulkaprodersdorf (B) SC Lockenhaus (C) ASK Rotenturm (D) UFC Mogersdorf (E)                                                                                           |
| 1983/84 | SV Oberwart                  | SV St. Margarethen (Nord) ASK Hirm (Mitte) SV Großpetersdorf (Süd)                  | SC Parndorf (Nord) SV Kaisersdorf/Weingraben (Mitte) SV Deutsch Schützen (Süd A) SV Stegersbach (Süd B)                                              | SC Breitenbrunn (A) ASV Steinbrunn (B) SC Dörfl (C) SC Bad Tatzmannsdorf (D) USV Neuhaus am Klausenbach (E)                                                                          |
| 1984/85 | USV Rudersdorf               | SC Parndorf (Nord) SV Sigleß (Mitte) SV Rohrbrunn (Süd)                             | ASV Steinbrunn (Nord) ASK Stoob (Mitte) SV Rechnitz (Süd A) SV Kirchfidisch (Süd B)                                                                  | SC Gattendorf (A) ASK Weppersdorf (B) SC Ritzing (C) UFC Siget (D) SV Kukmirn (E) |
| 1985/86 | ASK Baumgarten               | USV Halbturn (Nord) SV Antau (Mitte) SV Deutsch Kaltenbrunn (Süd)                   | UFC Pamhagen (Nord) ASK Weppersdorf (Mitte) UFC Siget (Süd A) ASV St. Martin/Raab (Süd B)                                                            | UFC Frauenkirchen (A) SC Zillingtal (B) UFC Mannersdorf (C) ASK Markt Neuhodis (D) SV Heiligenbrunn (E)                                                                              |
| 1986/87 | SC Pinkafeld                 | FC Andau (Nord) SV Schattendorf (Mitte) SV Eltendorf (Süd)                          | ASV Kittsee (Nord) SC Lockenhaus (Mitte) ASK Rotenturm (Süd A) SV Güttenbach (Süd B)                                                                 | ASV Nickelsdorf (A) ASV Sonnenberg Hornstein (B) SC Kroatisch Geresdorf (C) SC Mariasdorf (D) UFC Strem (E)                                                                          |
| 1987/88 | SV Güssing                   | SV Gols (Nord) ASK Hirm (Mitte) SV Kirchfidisch (Süd)                               | ASV Neufeld (Nord) UFC Mannersdorf (Mitte) SC Mariasdorf (Süd A) SV Olbendorf (Süd B)                                                                | SK Pama (A) SC Trausdorf (B) SC Unterrabnitz (C) SC Bad Tatzmannsdorf (D) SV Deutsch Tschantschendorf (E)                                                                            |
| 1988/89 | SV Gols                      | UFC Purbach (Nord) SV Rohrbach (Mitte) SV Stegersbach (Süd)                         | FC St. Andrä (Nord) SC Lockenhaus (Mitte) ASK Markt Neuhodis (Süd A) SV Heiligenkreuz (Süd B)                                                        | FC Illmitz (A) SC Bad Sauerbrunn (B) UFC Neckenmarkt (C) SSC Buchschachen (D) ASK Oberdorf (E)                                                                                       |
| 1989/90 | SV Sigleß                    | ASKÖ Klingenbach (Nord) SV Mattersburg (Mitte) ASK Schlaining (Süd)                 | USC Wallern (Nord) UFC Pilgersdorf (Mitte) SC Bad Tatzmannsdorf (Süd A) SV Gerersdorf (Süd B)                                                        | SV Mörbisch (A) SV Wimpassing (B) SV Kaisersdorf/Weingraben (C) SV Wolfau (D) UFC Dobersdorf (E)                                                                                     |
| 1990/91 | ASK Baumgarten               | ASV Neufeld (Nord) SV Krensdorf (Mitte) SV Olbendorf (Süd)                          | SC Trausdorf (Nord) SV Kaisersdorf/Weingraben (Mitte) ASK Kohfidisch (Süd A) ASK Stinatz (Süd B)                                                     | ASV Nickelsdorf (Nord) SC Wiesen (Mitte) SV Hochart (Süd A) USV Burgauberg/Neudauberg (Süd B)                                                                                        |
| 1991/92 | SC Eisenstadt                | UFC Tadten (Nord) SV Deutschkreutz (Mitte) USV Jennersdorf (Süd)                    | ASV Siegendorf (Nord) UFC Sieggraben (Mitte) ASK Goberling (Süd A) SV Kirchfidisch (Süd B)                                                           | UFC Donnerskirchen (Nord) SC Rattersdorf/Liebing (Mitte) SV Stuben (Süd A) SV Kemeten (Süd B)                                                                                        |
| 1992/93 | ASKÖ Klingenbach             | SC/ESV Parndorf (Nord) UFC Mannersdorf (Mitte) ASK Kohfidisch (Süd)                 | SV Wulkaprodersdorf (Nord) SC Rattersdorf/Liebing (Mitte) SV Wolfau (Süd A) UFC Strem (Süd B)                                                        | FC Oslip (Nord) ASV Pöttsching (Mitte) SV Schachendorf (Süd A) ASK Wallendorf (Süd B)                                                                                                |
| 1993/94 | SV Mattersburg               | ASV Steinbrunn (Nord) ASK Horitschon (Mitte) USV Jennersdorf (Süd)                  | SC Neusiedl 1919 (Nord) ASV Pöttsching (Mitte) ASK Jabing (Süd A) SV Stegersbach (Süd B)                                                             | FC Großhöflein (Nord) ASK Raiding (Mitte) SV Loipersdorf (Süd A) ASV Tobaj/Hasendorf/Punitz (Süd B)                                                                                  |
| 1994/95 | ASK Baumgarten               | SC Trausdorf (Nord) ASV Pöttsching (Mitte) ASK Schlaining (Süd)                     | SC Kittsee (Nord) SC Großwarasdorf (Mitte) SV Stuben (Süd A) SV Kukmirn (Süd B)                                                                      | UFC Stotzing (Nord) ASK Waldquelle Kobersdorf (Mitte) UFC Markt Allhau (Süd A) SV Güttenbach (Süd B)                                                                                 |
| 1995/96 | SC Eisenstadt                | ASV Zurndorf (Nord) ASK Horitschon (Mitte) SV Neuberg (Süd)                         | SK Pama (Nord) SV Markt St. Martin (Mitte) ASK Rotenturm (Süd A) SV Deutsch Tschantschendorf (Süd B)                                                 | FC Winden (Nord) ASK Lackendorf (Mitte) SV Badersdorf (Süd A) USV Neuhaus am Klausenbach (Süd B)                                                                                     |
| 1996/97 | SV Neuberg                   | SC Frauenkirchen (Nord) ASK Stoob (Mitte) SV Kukmirn (Süd)                          | ASV Nickelsdorf (Nord) SC Wiesen (Mitte) SV Großpetersdorf (Süd A) ASK Oberdorf (Süd B)                                                              | UFC Podersdorf (Nord) SC Ritzing (Mitte) SV Bernstein (Süd A) SC Gerersdorf (Süd B)                                                                                                  |
| 1997/98 | SV Deutschkreutz             | SV Leithaprodersdorf (Nord) SC Neudörfl (Mitte) SV Güssing (Süd)                    | FC Oslip (Nord) SV Draßmarkt (Mitte) SV Rechnitz (Süd A) SV Kemeten (Süd B)                                                                          | UFC Weiden (Nord) SC Kleinwarasdorf (Mitte) UFC Siget (Süd A) USV Burgauberg/Neudauberg (Süd B)                                                                                      |
| 1998/99 | SV Rohrbach                  | FC Illmitz (Nord) ASV Pöttsching (Mitte) SV Rohrbrunn (Süd)                         | SC Kittsee (Nord) SC Ritzing (Mitte) UFC Markt Allhau (Süd A) SV Ollersdorf (Süd B)                                                                  | SC Freistadt Rust (Nord) UFC Sieggraben (Mitte) SV Welgersdorf (Süd A) ASK Wallendorf (Süd B)                                                                                        |
| 1999/00 | SC Eisenstadt                | FC Andau (Nord) SC Ritzing (Mitte) SC Pinkafeld (Süd)                               | FC Mönchhof (Nord) SV Antau (Mitte) SV Großpetersdorf (Süd A) SV Deutsch Kaltenbrunn (Süd B)                                                         | SC Zagersdorf (Nord) ASK Oberpetersdorf (Mitte) ASK Riedlingsdorf (Süd A) SV Jennersdorf (Süd B)                                                                                     |
| 2000/01 | SV Rohrbach                  | FC Illmitz (Nord) SV Forchtenstein (Mitte) SV Großpetersdorf (Süd)                  | FC Winden (Nord) SC Bad Sauerbrunn (Mitte) SC Wiesfleck (Süd A) SV Kemeten (Süd B)                                                                   | ASV Hornstein (Nord) UFC Neckenmarkt (Mitte) SV Schachendorf (Süd A) UFC Mogersdorf (Süd B)                                                                                          |
| 2001/02 | SV Oberwart                  | FC Winden (Nord) SV Antau (Mitte) ASK Kohfidisch (Süd)                              | SC Kittsee (Nord) UFC Pilgersdorf (Mitte) SC Grafenschachen (Süd A) SV Stegersbach (Süd B)                                                           | USC Wallern (Nord) SC Oberpullendorf (Mitte) SC Mariasdorf (Süd A) SV Olbendorf (Süd B)                                                                                              |
| 2002/03 | SC/ESV Parndorf              | ASV Zurndorf (Nord) SC Wiesen (Mitte) SV Eberau (Süd)                               | UFC Purbach (Nord) ASK Neutal (Mitte) SV Stuben (Süd A) SV Eltendorf (Süd B)                                                                         | UFC St. Georgen (Nord) SV Tschurndorf (Mitte) SK Unterschützen (Süd A) SV St. Michael (Süd B)                                                                                        |
| 2003/04 | SC Ritzing                   | SC Neusiedl 1919 (Nord) SV Forchtenstein (Mitte) SV Stegersbach (Süd)               | USV Halbturn (Nord) ASK Oberpetersdorf (Mitte) ASK Schlaining (Süd A) USV Jennersdorf (Süd B)                                                        | SV Mörbisch (Nord) SC Großwarasdorf (Mitte) SG Redlschlag (Süd A) ASV Großmürbisch (Süd B)                                                                                           |
| 2004/05 | SC Neusiedl 1919             | SC Trausdorf (Nord) SV Deutschkreutz (Mitte) SV Deutsch Tschantschendorf (Süd)      | SC Breitenbrunn (Nord) UFC Mannersdorf (Mitte) SV Rechnitz (Süd A) SV Olbendorf (Süd B)                                                              | FC Großhöflein (Nord) SC Lockenhaus (Mitte) SC Buchschachen (Süd A) USV Burgauberg/Neudauberg (Süd B)                                                                                |
| 2005/06 | ASK Baumgarten               | UFC Purbach (Nord) ASK Hirm (Mitte) SV Eberau (Süd)                                 | SC Gattendorf (Nord) ASK Waldquelle Kobersdorf (Mitte) SC Wiesfleck (Süd A) USV Burgauberg/Neudauberg (Süd B)                                        | ASV Neudorf/Parndorf (Nord) SC Nikitsch (Mitte) UFC Siget (Süd A) UFC Mogersdorf (Süd B)                                                                                             |
| 2006/07 | SV Mattersburg Amateure      | SC/ESV Parndorf Amateure (Nord) SC Oberpullendorf (Mitte) SV Güssing (Süd)          | USC Wallern (Nord) SC Unterfrauenhaid (Mitte) SC Buchschachen (Süd A) ASK Stinatz (Süd B)                                                            | UFC Weiden (Nord) ASK Lutzmannsburg (Mitte) SV Bernstein (Süd A) SV Kirchfidisch (Süd B)                                                                                             |
| 2007/08 | SV Stegersbach               | UFC Tadten (Nord) SV Schattendorf (Mitte) USV Jennersdorf (Süd)                     | FC Illmitz (Nord) SV Draßmarkt (Mitte) SK Unterschützen (Süd A) USV Rudersdorf (Süd B)                                                               | UFC Pama (Nord) SC Rattersdorf/Liebing (Mitte) SC Bad Tatzmannsdorf (Süd A) SV Heiligenbrunn (Süd B)                                                                                 |
| 2008/09 | ASK Baumgarten               | USC Wallern (Nord) SC Ritzing (Mitte) ASK Stinatz (Süd)                             | UFC St. Georgen/Eisenstadt (Nord) SC Wiesen (Mitte) SV Rechnitz (Süd A) SV Eltendorf (Süd B)                                                         | UFC Podersdorf (Nord) SC Frankenau (Mitte) ASK Goberling (Süd A) SV Litzelsdorf (Süd B)                                                                                              |
| 2009/10 | SC Ritzing                   | FC Winden (Nord) ASK Marz (Mitte) SV Eberau (Süd)                                   | ASV Siegendorf (Nord) SV Lackenbach (Mitte) UFC Oberschützen (Süd A) SV Bocksdorf (Süd B)                                                            | ASV Neudorf/Parndorf (Nord) SC Unterrabnitz (Mitte) SV Badersdorf (Süd A) SV Güttenbach (Süd B)                                                                                      |
| 2010/11 | SV Stegersbach               | SV St. Margarethen(Nord) ASV Draßburg (Mitte) USV Jennersdorf(Süd)                  | ASV Nickelsdorf (Nord) SC Ritzing Ib (Mitte) SC Buchschachen (Süd A) SV Heiligenbrunn (Süd B)                                                        | ASV Neufeld (Nord) SC Großwarasdorf/Nebersdorf (Mitte) SC Schachendorf (Süd A) ASV St. Martin/Raab(Süd B)                                                                            |
| 2011/12 | SV Oberwart                  | UFC Purbach am See(Nord) SV Sigleß (Mitte) SC Buchschachen(Süd)                     | ASV Neufeld an der Leitha (Nord) SV Lockenhaus (Mitte) SC Grafenschachen (Süd A) SV Heiligenkreuz (Süd B)                                            | SV Wimpassing an der Leitha (Nord) SC Dörfl (Mitte) SV Mischendorf-Neuhaus (Süd A) SV Mühlgraben(Süd B)                                                                              |
| 2012/13 | SV Neuberg                   | UFC St. Georgen(Nord) SV Forchtenstein (Mitte) SC Pinkafeld(Süd)                    | SV Wimpassing an der Leitha (Nord) ASKÖ Hirm (Mitte) ASKÖ Oberdorf (Süd)                                                                             | FC Andau (Nord) ASK Stoob (Mitte) ASKÖ Riedlingsdorf (Süd A) SV Stegersbach Ib(Süd B)                                                                                                |
| 2013/14 | SC/ESV Parndorf II           | SV Wimpassing an der Leitha (Nord) FC Deutschkreutz (Mitte) SV Eberau (Süd)         | FC Andau (Nord) SC Wiesen (Mitte) UFC Oberschützen (Süd)                                                                                             | UFC Pamhagen (Nord) SC Unterfrauenhaid (Mitte) SV Oberwart Ib (Süd A) SV Mischendorf(Süd B)                                                                                          |
| 2014/15 | SV Oberwart                  | USC Wallern (Nord) SV Sigleß (Mitte) SV Eltendorf (Süd)                             | UFC Pama (Nord) SV Loipersbach (Mitte) ASK Schlaining (Süd)                                                                                          | UFC Oggau (Nord) SV Oberloisdorf (Mitte) SC Bad Tatzmannsdorf (Süd A) SV Sankt Michael (Süd B)                                                                                       |
| 2015/16 | SV Eberau                    | SV Leithaprodersdorf (Nord) SV Schattendorf (Mitte) UFC Markt Allhau (Süd)          | FC Andau (Nord) SV Oberloisdorf (Mitte) ASV Sankt Martin an der Raab (Süd)                                                                           | ASV Hornstein (Nord) SC Rattersdorf-Liebing (Mitte) SC Loipersdorf-Kitzladen (Süd A) USV Neuhaus am Klausenbach (Süd B)                                                              |
| 2016/17 | SV Mattersburg Amateure      | FC Andau (Nord) SC Bad Sauerbrunn (Mitte) ASK Kohfidisch (Süd)                      | SK Pama (Nord) FSG Oberpetersdorf/Schwarzenbach (Mitte) SV Mühlgraben (Süd)                                                                          | ASV Zurndorf (Nord) SC Frankenau (Mitte) SV Welgersdorf (Süd A) ASV Gemeinde Tobaj (Süd B)                                                                                           |
| 2017/18 | SV Mattersburg Amateure      | SV Leithaprodersdorf (Nord) SC Ritzing (Mitte) SV Oberwart (Süd)                    | SC Kittsee (Nord) SV Steinberg (Mitte) ASK Rotenturm (Süd)                                                                                           | UFC Weiden am See (Nord) SC Unterrabnitz (Mitte) SC Kemeten (Süd A) UFC Strem (Süd B)                                                                                                |
| 2018/19 | ASV Draßburg                 | ASKÖ Klingenbach (Nord) FSG Oberpetersdorf/Schwarzenbach (Mitte) Güssinger SV (Süd) | FC Mönchhof (Nord) ASK Kaisersdorf (Mitte) ASKÖ Jabing (Süd)                                                                                         | SC Freistadt Rust (Nord) ASV Pöttsching (Mitte) SC Loipersdorf-Kitzladen (Süd A) SC Welgersdorf (Süd B)                                                                              |

Anmerkungen:
- (*1) Meisterschaft 1945/46 als in regionalen Gruppen, aus denen die 1. Klassen hervorgingen
- (*2) Landesmeister von 1946 bis 1949 durch Finalspiele, ab 1950 Landesliga Burgenland

#### Erfolgreichste Vereine
Die Statistik aller burgenländischen Meister nach der Wiedererrichtung des BFV 1945 führt der SV Oberwart in allen Belangen an. Mit insgesamt 20 Meistertiteln, davon stattlichen 13 Landesmeistertiteln ist er überlegener Rekordmeister. Auch wenn man die beiden Vereine, aus deren Fusion er hervorgegangen ist, heranzieht, wäre der SC Oberwart 1912 immer noch der alleinige Rekordhalter an Landesmeistertiteln. Auch die in der Statistik folgenden Vereine (Deutschkreutz, Parndorf usw.) sind meist aus Fusionen zweier Vorgänger entstanden.
In dieser Statistik gilt es jedoch zu beachten, dass
1. sie sich ausschließlich auf die Ligen und Klassen des BFV bezieht und die jeweils stärksten Vereine außerhalb dieser Bewerbe (in der Bundes- bzw. Regionalliga) spielen und ihnen somit die Chance, einen Meistertitel im Burgenland zu erringen, „fehlt“ - und dass
2. sogenannte „Fahrstuhlmannschaften“ mehr Meistertitel sammeln als Vereine, die konstant einer Spielklasse angehören. So findet sich z. B. der SV St. Margarethen, der über Jahrzehnte erfolgreich in der Burgenlandliga spielte mit „nur“ drei Meistertiteln weit hinter dem SV Güttenbach, der zwar in der 1. und 2. Klasse sieben Mal Meister wurde, dem es aber niemals gelang, in die Burgenlandliga aufzusteigen.

Die Tabelle ist defaultmäßig nach der Anzahl der Gesamtzahl der errungenen Meistertitel sortiert, um dem Rechnung zu tragen, dass es für einen 2. Klasse-Verein im Verhältnis genauso schwer ist, in einer Klasse Meister zu werden, wie für einen Burgenlandliga-Verein in seiner. Da die Tabelle aber sortierbar ist, kann sie auch entsprechend den einzelnen Spielstufen dargestellt werden. Dabei erkennt z. B. folgendes:
- Burgenlandliga:
  - es konnten 26 unterschiedliche Vereine den Landesmeistertitel erringen
  - Rekordmeister ist Oberwart (13) vor Mattersburg (6) und Baumgarten sowie SC Eisenstadt (je 5)
- 2. Liga:
  - Rekordmeister sind Deutschkreutz und Jennersdorf (je 6) vor Eberau und Güssing (je 5)
- 1. Klasse:
  - Rekordmeister ist Deutschkreutz (8) vor Großpetersdorf, Kittsee und Frauenkirchen (je 7)
- 2. Klasse:
  - Rekordmeister sind Großwarasdorf und Hornstein (6), dahinter folgen Güttenbach, Schachendorf und Rattersdorf/Liebing(je 5)

Stand inkl. Saison 2015/16
| Rang | Verein | Landesliga | 2. Liga | 1. Klasse | 2. Klasse | Gesamt    |
| ---- | --- | ---------- | ------- | --------- | --------- | --------- |
| 01   | SV Oberwart davon errungen als - SV Oberwart (Meister 2. Klasse mit Ib) - SC Oberwart 1912 - ASK Oberwart                                                | 13 5 8 0   | 2 0 1   | 4 0 3 1   | 1 1 0     | 20 6 12 2 |
| 02   | FC Deutschkreutz davon errungen als - FC Deutschkreutz - SV Deutschkreutz - ASK Deutschkreutz                                                            | 2 1 0      | 6 3 0 3 | 8 0 6 2   | 1 0 1     | 17 4 7 6  |
| 03   | SC-ESV Parndorf 1919 davon errungen als - SC-ESV Parndorf 1919 - SC Parndorf 1919 - ESV Parndorf - 1 Meistertitel (2. Liga) mit einer Amateur-Mannschaft | 2 2 0      | 3 1 2 0 | 5 0 4 1   | 4 0 4     | 14 3 6 5  |
| 04   | ASV Neufeld | 4          | 1       | 4         | 2         | 11        |
| 05   | SV Stegersbach | 3          | 2       | 4         | 2         | 11        |
| 06   | SV Güssing - 1 Meistertitel (2. Klasse) mit einer Ib-Mannschaft                                                                                          | 2          | 5       | 3         | 1         | 11        |
| 07   | USV Jennersdorf | 0          | 6       | 4         | 1         | 11        |
| 08   | ASV Siegendorf | 4          | 2       | 4         | 0         | 10        |
| 09   | USV Rudersdorf | 3          | 1       | 4         | 2         | 10        |
| 10   | SC Frauenkirchen davon errungen als - SC Frauenkirchen - ASV Frauenkirchen - UFC Frauenkirchen                                                           | 1 0 1      | 1 1 0   | 7 0 6 1   | 1 1 0     | 10 2 6 2  |
| 10   | SC Kittsee davon errungen als - SC Kittsee - ASV Kittsee - UFC Kittsee                                                                                   | 1 0 1 0    | 1 0 1 0 | 7 3 4 0   | 1 0 1     | 10 3 6 1  |
| 12   | SC Großwarasdorf | 0          | 0       | 4         | 6         | 10        |
| 13   | SC Pinkafeld 1 Meistertitel (2. Klasse) mit einer Ib-Mannschaft                                                                                          | 4          | 3       | 1         | 1         | 9         |
| 14   | SC Ritzing 1 Meistertitel (1. Klasse) mit einer Ib-Mannschaft                                                                                            | 2          | 2       | 3         | 2         | 9         |
| 15   | UFC Purbach | 1          | 4       | 2         | 2         | 9         |
| 16   | SV Großpetersdorf | 0          | 2       | 7         | 0         | 9         |
| 17   | SV Eltendorf | 0          | 2       | 4         | 3         | 9         |
| 18   | SC Wiesen | 0          | 1       | 5         | 3         | 9         |
| 19   | SV Mattersburg 1 Meistertitel (Landesliga) mit einer Amateur-Mannschaft                                                                                  | 6          | 1       | 1         | 0         | 8         |
| 20   | ASK Baumgarten | 5          | 1       | 2         | 0         | 8         |
| 21   | SV Eberau | 1          | 5       | 2         | 0         | 8         |
| 22   | ASKÖ Klingenbach | 1          | 2       | 2         | 3         | 8         |
| 23   | FC Andau | 0          | 4       | 3         | 1         | 8         |
| 23   | SV Schattendorf | 0          | 4       | 3         | 1         | 8         |
| 25   | ASV Steinbrunn | 0          | 2       | 5         | 1         | 8         |
| 26   | USC Wallern | 0          | 2       | 3         | 3         | 8         |
| 27   | SC Schachendorf | 0          | 2       | 1         | 5         | 8         |
| 28   | ASV Hornstein | 0          | 1       | 1         | 6         | 8         |
| 29   | SC Bad Sauerbrunn | 0          | 0       | 6         | 2         | 8         |
| 30   | ASV Nickelsdorf | 0          | 0       | 5         | 3         | 8         |
| 31   | SC Eisenstadt | 5          | 0       | 2         | 0         | 7         |
| 32   | SV Neuberg | 3          | 2       | 1         | 1         | 7         |
| 33   | SV Rohrbach | 2          | 3       | 1         | 1         | 7         |
| 34   | SV Sigleß | 1          | 3       | 3         | 0         | 7         |
| 35   | SV Leithaprodersdorf | 1          | 3       | 1         | 2         | 7         |
| 36   | SV Rechnitz | 1          | 1       | 5         | 0         | 7         |
| 37   | SV Gols davon errungen als - SV Gols - ASK Gols | 1 1 0      | 1 1 0   | 1 0 1     | 4 0 4     | 7 2 5     |
| 38   | SV Forchtenstein | 0          | 4       | 1         | 2         | 7         |
| 39   | SV Antau | 0          | 3       | 4         | 0         | 7         |
| 39   | ASK Schlaining | 0          | 3       | 4         | 0         | 7         |
| 41   | FC Illmitz | 0          | 3       | 2         | 2         | 7         |
| 42   | ASV Pöttsching | 0          | 2       | 4         | 1         | 7         |
| 43   | SV Deutsch Kaltenbrunn | 0          | 2       | 3         | 2         | 7         |
| 43   | USV Halbturn | 0          | 2       | 3         | 2         | 7         |
| 45   | SC Bad Tatzmannsdorf | 0          | 0       | 3         | 4         | 7         |
| 45   | ASK Kaisersdorf | 0          | 0       | 3         | 4         | 7         |
| 47   | SV Güttenbach | 0          | 0       | 2         | 5         | 7         |
| 48   | ASK Hirm | 0          | 3       | 3         | 0         | 6         |
| 49   | ASK Kohfidisch | 0          | 2       | 3         | 1         | 6         |
| 50   | ASK Stoob | 0          | 2       | 2         | 2         | 6         |
| 51   | SC Buchschachen | 0          | 1       | 3         | 2         | 6         |
| 52   | UFC Mannersdorf | 0          | 1       | 2         | 3         | 6         |
| 52   | UFC Markt Allhau | 0          | 1       | 2         | 3         | 6         |
| 54   | SC Freistadt Rust | 0          | 1       | 1         | 4         | 6         |
| 54   | UFC Weiden | 0          | 1       | 1         | 4         | 6         |
| 56   | SC Lockenhaus | 0          | 0       | 3         | 3         | 6         |
| 57   | SC Rattersdorf/Liebing | 0          | 0       | 1         | 5         | 6         |
| 58   | SV St. Margarethen | 0          | 4       | 1         | 0         | 5         |
| 59   | FC Winden | 0          | 2       | 1         | 2         | 5         |
| 60   | SV Lackenbach | 0          | 1       | 4         | 0         | 5         |
| 60   | ASK Stinatz | 0          | 1       | 4         | 0         | 5         |
| 62   | SV Kirchfidisch | 0          | 1       | 3         | 1         | 5         |
| 63   | SV Olbendorf | 0          | 1       | 2         | 2         | 5         |
| 64   | SV Wimpassing | 0          | 1       | 1         | 3         | 5         |
| 65   | SV Heiligenkreuz | 0          | 0       | 4         | 1         | 5         |
| 66   | ASK Miedlingsdorf | 0          | 0       | 3         | 2         | 5         |
| 67   | SV Oberloisdorf | 0          | 0       | 2         | 3         | 5         |
| 67   | ASK Riedlingsdorf | 0          | 0       | 2         | 3         | 5         |
| 67   | ASV St. Martin an der Raab | 0          | 0       | 2         | 3         | 5         |
| 67   | UFC Stotzing | 0          | 0       | 2         | 3         | 5         |
| 71   | ASK Kobersdorf | 0          | 0       | 1         | 4         | 5         |
| 71   | SV Mischendorf/Neuhaus davon errungen als - SV Mischendorf - ASK Neuhaus an der Wart                                                                     | 0 0        | 0 0     | 1 0 1     | 4 3 1     | 5 3 2     |
| 73   | SC Neusiedl am See 1919 | 2          | 1       | 1         | 0         | 4         |
| 74   | SV Loipersbach | 1          | 0       | 3         | 0         | 4         |
| 75   | ASV Zurndorf | 0          | 2       | 2         | 0         | 4         |
| 76   | ASK Marz | 0          | 2       | 1         | 1         | 4         |
| 76   | SV Steinberg | 0          | 2       | 1         | 1         | 4         |
| 76   | SC Trausdorf | 0          | 2       | 1         | 1         | 4         |
| 79   | UFC Tadten | 0          | 2       | 0         | 2         | 4         |
| 80   | SV Kukmirn | 0          | 1       | 2         | 1         | 4         |
| 80   | SC Oberpullendorf | 0          | 1       | 2         | 1         | 4         |
| 80   | UFC Oggau | 0          | 1       | 2         | 1         | 4         |
| 83   | SV Heiligenbrunn | 0          | 0       | 2         | 2         | 4         |
| 83   | ASK Jabing | 0          | 0       | 2         | 2         | 4         |
| 83   | SV Kemeten | 0          | 0       | 2         | 2         | 4         |
| 83   | FC Mönchhof | 0          | 0       | 2         | 2         | 4         |
| 83   | ASK Oberdorf | 0          | 0       | 2         | 2         | 4         |
| 83   | FC Oslip | 0          | 0       | 2         | 2         | 4         |
| 83   | UFC Schützen | 0          | 0       | 2         | 2         | 4         |
| 83   | SC Unterfrauenhaid | 0          | 0       | 2         | 2         | 4         |
| 91   | SV Bernstein | 0          | 0       | 1         | 3         | 4         |
| 91   | USV Burgauberg/Neudauberg | 0          | 0       | 1         | 3         | 4         |
| 91   | ASV Deutsch Jahrndorf | 0          | 0       | 1         | 3         | 4         |
| 91   | SC Gerersdorf | 0          | 0       | 1         | 3         | 4         |
| 91   | SC Loipersdorf-Kitzladen | 0          | 0       | 1         | 3         | 4         |
| 91   | SK Pama | 0          | 0       | 1         | 3         | 4         |
| 91   | UFC Sieggraben | 0          | 0       | 1         | 3         | 4         |
| 91   | UFC Siget | 0          | 0       | 1         | 3         | 4         |
| 99   | UFC Mogersdorf | 0          | 0       | 0         | 4         | 4         |
| 99   | ASV Neudorf bei Parndorf | 0          | 0       | 0         | 4         | 4         |
| 99   | USV Neuhaus/Kausenbach | 0          | 0       | 0         | 4         | 4         |
| 102  | ASV Draßburg | 0          | 2       | 1         | 0         | 3         |
| 103  | ASK Horitschon | 0          | 2       | 0         | 1         | 3         |
| 103  | SV Rohrbrunn | 0          | 2       | 0         | 1         | 3         |
| 105  | ASV Deutsch Tschantschendorf | 0          | 1       | 1         | 1         | 3         |
| 105  | SV Hannersdorf | 0          | 1       | 1         | 1         | 3         |
| 105  | SV Müllendorf | 0          | 1       | 1         | 1         | 3         |
| 105  | SV Ollersdorf | 0          | 1       | 1         | 1         | 3         |
| 105  | UFC St. Georgen/Eisenstadt | 0          | 1       | 1         | 1         | 3         |
| 110  | SV Krensdorf | 0          | 1       | 0         | 2         | 3         |
| 111  | SC Grafenschachen | 0          | 0       | 2         | 1         | 3         |
| 111  | ASK Neutal | 0          | 0       | 2         | 1         | 3         |
| 111  | UFC Oberschützen | 0          | 0       | 2         | 1         | 3         |
| 111  | ASKÖ Rotenturm | 0          | 0       | 2         | 1         | 3         |
| 111  | SV Stuben | 0          | 0       | 2         | 1         | 3         |
| 111  | SC Wiesfleck | 0          | 0       | 2         | 1         | 3         |
| 117  | SC Breitenbrunn | 0          | 0       | 1         | 2         | 3         |
| 117  | SC Gattendorf | 0          | 0       | 1         | 2         | 3         |
| 117  | ASK Goberling | 0          | 0       | 1         | 2         | 3         |
| 117  | SC Mariasdorf | 0          | 0       | 1         | 2         | 3         |
| 117  | ASK Markt Neuhodis | 0          | 0       | 1         | 2         | 3         |
| 117  | UFC Pamhagen | 0          | 0       | 1         | 2         | 3         |
| 117  | ASK Raiding | 0          | 0       | 1         | 2         | 3         |
| 117  | SV St. Michael | 0          | 0       | 1         | 2         | 3         |
| 117  | UFC Strem | 0          | 0       | 1         | 2         | 3         |
| 117  | SK Unterschützen | 0          | 0       | 1         | 2         | 3         |
| 117  | SV Wulkaprodersdorf | 0          | 0       | 1         | 2         | 3         |
| 117  | SC Zagersdorf | 0          | 0       | 1         | 2         | 3         |
| 129  | FC Großhöflein | 0          | 0       | 0         | 3         | 3         |
| 129  | SC Kroatisch Minihof | 0          | 0       | 0         | 3         | 3         |
| 129  | UFC Podersdorf | 0          | 0       | 0         | 3         | 3         |
| 129  | SC Unterrabnitz | 0          | 0       | 0         | 3         | 3         |
| 133  | SV Draßmarkt | 0          | 0       | 2         | 0         | 2         |
| 133  | USC Pilgersdorf | 0          | 0       | 2         | 0         | 2         |
| 135  | SV Bocksdorf | 0          | 0       | 1         | 1         | 2         |
| 135  | SV Markt St. Martin | 0          | 0       | 1         | 1         | 2         |
| 135  | ASK Oberpetersdorf | 0          | 0       | 1         | 1         | 2         |
| 135  | FC St. Andrä | 0          | 0       | 1         | 1         | 2         |
| 135  | ASK Weppersdorf | 0          | 0       | 1         | 1         | 2         |
| 135  | SV Wolfau | 0          | 0       | 1         | 1         | 2         |
| 135  | SC Zillingtal | 0          | 0       | 1         | 1         | 2         |
| 135  | SV Zuberbach | 0          | 0       | 1         | 1         | 2         |
| 143  | SV Badersdorf | 0          | 0       | 0         | 2         | 2         |
| 143  | UFC Donnerskirchen | 0          | 0       | 0         | 2         | 2         |
| 143  | SC Dörfl | 0          | 0       | 0         | 2         | 2         |
| 143  | SC Frankenau | 0          | 0       | 0         | 2         | 2         |
| 143  | SC Kroatisch Geresdorf | 0          | 0       | 0         | 2         | 2         |
| 143  | SV Litzelsdorf | 0          | 0       | 0         | 2         | 2         |
| 143  | ASK Lutzmannsburg | 0          | 0       | 0         | 2         | 2         |
| 143  | SV Mörbisch | 0          | 0       | 0         | 2         | 2         |
| 143  | UFC Neckenmarkt | 0          | 0       | 0         | 2         | 2         |
| 143  | SC Nikitsch | 0          | 0       | 0         | 2         | 2         |
| 143  | SC Piringsdorf | 0          | 0       | 0         | 2         | 2         |
| 143  | ASV Stöttera | 0          | 0       | 0         | 2         | 2         |
| 143  | ASK Wallendorf | 0          | 0       | 0         | 2         | 2         |
| 156  | SC Neudörfl | 0          | 1       | 0         | 0         | 1         |
| 157  | SV Deutsch Schützen | 0          | 0       | 1         | 0         | 1         |
| 157  | Newag Eisenstadt | 0          | 0       | 1         | 0         | 1         |
| 157  | Spg Steinbrunn/Zillingtal | 0          | 0       | 1         | 0         | 1         |
| 160  | SC Apetlon | 0          | 0       | 0         | 1         | 1         |
| 160  | USV Dobersdorf | 0          | 0       | 0         | 1         | 1         |
| 160  | ASV Großmürbisch | 0          | 0       | 0         | 1         | 1         |
| 160  | Sportjugend Hochart | 0          | 0       | 0         | 1         | 1         |
| 160  | FC Jois | 0          | 0       | 0         | 1         | 1         |
| 160  | SC Kleinwarasdorf | 0          | 0       | 0         | 1         | 1         |
| 160  | ASK Lackendorf | 0          | 0       | 0         | 1         | 1         |
| 160  | SV Mühlgraben | 0          | 0       | 0         | 1         | 1         |
| 160  | UFC Pama | 0          | 0       | 0         | 1         | 1         |
| 160  | SG Redlschlag | 0          | 0       | 0         | 1         | 1         |
| 160  | SV Sankt Michael | 0          | 0       | 0         | 1         | 1         |
| 160  | SC Schandorf | 0          | 0       | 0         | 1         | 1         |
| 160  | ASV Tobaj/Hasendorf/Punitz | 0          | 0       | 0         | 1         | 1         |
| 160  | ASK Tschurndorf/Kalkgruben | 0          | 0       | 0         | 1         | 1         |
| 160  | SV Welgersdorf | 0          | 0       | 0         | 1         | 1         |

Anmerkungen:
- Vereine, die aus Fusionen hervorgegangen sind, wurden mit allen Meistertitel inkl. der Vorgängervereine gezählt und je Verein getrennt ausgewiesen
- Reine Namensänderungen u. ä. sind in der Statistik nicht berücksichtigt

### Ehrentafel der BFV-Cupsieger

#### Cupsieger 1946–1949
In Ermangelung von Quellen und der unterschiedlichen Cupformate sind aus diesem Zeitraum nur die Cupsieger aufgeführt.
- 1946/47 ASV Hitiag Neufeld
- 1947/48 ASV Hitiag Neufeld
- 1948/49 ASV Hitiag Neufeld

#### Cupsieger 1975–1977
Auf Initiative der Vereine wurde der BFV-Cup in der Saison 1974/75 wieder eingeführt.
- 1974/75: USV Rudersdorf im Finale gegen SC Schachendorf 3:1 und 1:0

Teilnehmer: 60 Mannschaften einschließlich jener der Regionalliga Ost – Im Semifinale besiegte der USV Rudersdorf den SC Neusiedl 1919 mit 1:0 und der SC Schachendorf den ASC Miedlingsdorf mit 5:0.
- 1975/76: USV Rudersdorf im Finale 2:2 und 3:3 (Auswärtstorregel) gegen den SC Pinkafeld

Teilnehmer: 58 Mannschaften einschließlich jener der Regionalliga Ost – Im Semifinale besiegte der USV Rudersdorf den ASC Marz mit 4:1 und der SC Pinkafeld den ASV Kittsee mit 3:1.
- 1976/77: SC Neusiedl 1919 im Finale 4:1 und 1:1 gegen den ASV Siegendorf

Teilnehmer: 61 Mannschaften einschließlich jener der Regionalliga Ost – Im Semifinale besiegte der SC Neusiedl 1919 den SV Markt St. Martin mit 3:0 und der ASV Siegendorf den SV Heiligenkreuz mit 5:3.
Danach wurde der BFV-Cup wieder eingestellt.

#### Cupsieger seit 1995
| Saison  | Datum Ort                        | Cupsieger           | Ergebnis     | Finalist                     | Gruppencupsieger                                                                                            |
| 1995/96 | 1996                             | ASV Zurndorf        | nach Punkten | 2. ASK Oberdorf 3. ASK Marz  | ASV Zurndorf (Nord) ASK Marz (Mitte) ASK Oberdorf (Süd)                                                     |
| 1996/97 | 1997 Stoob                       | ASK Stoob           | 2:0          | SV Eberau                    | SV Leithaprodersdorf (Nord) ASK Stoob (Mitte) SV Eberau (Süd A) SV Kukmirn (Süd B)                          |
| 1997/98 | 1998 Güssing                     | SV Güssing          | 8:7 n. E.    | SC Wiesfleck                 | SC Freistadt Rust (Nord) SC Kroatisch Minihof (Mitte) SC Wiesfleck (Süd A) SV Güssing (Süd B)               |
| 1998/99 | 1999 Oslip                       | SC Pinkafeld        | 1:0          | ASV Deutsch Tschantschendorf | FC Illmitz (Nord) SV Forchtenstein (Mitte) SC Pinkafeld (Süd A) ASV Deutsch Tschantschendorf (Süd B)        |
| 1999/00 | 2000 Schattendorf                | SV Welgersdorf      | 3:2          | FC Andau                     | FC Andau (Nord) SC Ritzing (Mitte) SV Welgersdorf (Süd A) USV Jennersdorf (Süd B)                           |
| 2000/01 | 2001 Eltendorf                   | SV Antau            | 7:6 n. E.    | SC Wiesfleck                 | ASV Siegendorf (Nord) SV Antau (Mitte) SC Wiesfleck (Süd A) USV Rudersdorf (Süd B)                          |
| 2001/02 | 2001 Mönchhof                    | SV Rohrbrunn        | 5:4 n. E.    | USC Pilgersdorf              | UFC Pamhagen (Nord) USC Pilgersdorf (Mitte) UFC Oberschützen (Süd A) SV Rohrbrunn (Süd B)                   |
| 2002/03 | 2003 Steinberg                   | SV Markt St. Martin | 4:3 n. E.    | SC Grafenschachen            | SV Mörbisch (Nord) SV Markt St. Martin (Mitte) SC Grafenschachen (Süd A) SV Olbendorf (Süd B)               |
| 2003/04 | 2004 Welgersdorf                 | SV Welgersdorf      | 4:1          | ASK Marz                     | FC Andau (Nord) ASK Marz (Mitte) SV Welgersdorf (Süd A) SV Eltendorf (Süd B)                                |
| 2004/05 | 2005 Leithaprodersdorf           | SV Markt St. Martin | 2:0          | SV Leithaprodersdorf         | SV Leithaprodersdorf (Nord) SV Markt St. Martin (Mitte) SC Grafenschachen (Süd A) SV Mühlgraben (Süd B)     |
| 2005/06 | 18. Juni 2006 Marz               | SV Markt St. Martin | 3:1          | UFC Purbach                  | UFC Purbach (Nord) SV Markt St. Martin (Mitte) SC Pinkafeld (Süd A) USV Rudersdorf (Süd B)                  |
| 2006/07 | 17. Mai 2007 Deutsch Kaltenbrunn | UFC Markt Allhau    | 6:1          | SV Deutsch Kaltenbrunn       | SV Leithaprodersdorf (Nord) UFC Neckenmarkt (Mitte) UFC Markt Allhau (Süd A) SV Deutsch Kaltenbrunn (Süd B) |
| 2007/08 | 22. Mai 2008 Mönchhof            | SC Unterfrauenhaid  | 4:1 n. E.    | SC Wiesfleck                 | FC Mönchhof (Nord) SC Unterfrauenhaid (Mitte) SC Wiesfleck (Süd A) USV Jennersdorf (Süd B)                  |
| 2008/09 | 21. Mai 2010 Markt Sankt Martin  | ASV Zurndorf        | 7:6 n. E.    | SV Markt St. Martin          | ASV Zurndorf (Nord) SV Markt St. Martin (Mitte) SC Pinkafeld (Süd A) ASK Stinatz (Süd B)                    |
| 2009/10 | 3. Juni 2010 Stuben              | FC Illmitz          | 3:1          | SV Eberau                    | FC Illmitz (Nord) SV Rohrbach (Mitte) SV Stuben (Süd A) SV Eberau (Süd B)                                   |
| 2010/11 | 2. Juni 2011 Sankt Margarethen   | SV St. Margarethen  | 1:0          | SV Welgersdorf               | SV St. Margarethen (Nord) SV Rohrbach (Mitte) SV Welgersdorf (Süd A) SV Rechnitz (Süd B)                    |
| 2011/12 | 7. Juni 2012 Neudörfl            | SV Heiligenkreuz    | 2:1          | SV Rechnitz                  | ASV Siegendorf (Nord) SC Neudörfl (Mitte) SV Rechnitz (Süd A) SV Heiligenkreuz (Süd B)                      |
| 2012/13 | 20. Mai 2013 Pinkafeld           | SC/ESV Parndorf     | 4:1          | ASV Draßburg                 | |
| 2013/14 | 31. Mai 2014 Ritzing             | SC Neusiedl am See  | 2:1          | SC Ritzing                   | |
| 2014/15 | 14. Mai 2015 Trausdorf           | SC/ESV Parndorf     | 2:1          | SC Ritzing                   | |
| 2015/16 | 5. Juni 2016 Rudersdorf          | SC/ESV Parndorf     | 3:0          | USV Rudersdorf               | |
| 2016/17 | 14. Mai 2017 Neusiedl am See     | SC Neusiedl am See  | 2:1          | SV Wimpassing                | |
| 2017/18 | 31. Mai 2018 Siegendorf          | ASV Siegendorf      | 5:0          | SV Neuberg                   | |
| 2018/19 | 10. Juni 2019 Pinkafeld          | SC Pinkafeld        | 4:2          | SV Güssing                   | |

#### Erfolgreichste Vereine
Der überragende Cupfighter ist der SV Markt St. Martin. Mit drei Cupsiegen bei vier Finalteilnahmen führt er die Statistik des Gesamtbewerbs ebenso an wie – ganz überlegen – jene der Cups der Gruppe Mitte. Er ist auch der einzige Verein, der seinen Titel verteidigen konnte. Je zweimal in die Gesamtsiegerliste konnten sich der SV Welgersdorf und der ASV Zurndorf eintragen. Ein „tragischer“ Held ist wohl der SC Wiesfleck. Gemeinsam mit dem SC Pinkafeld ist er mit drei Siegen Rekordhalter im Bewerb der Gruppe Süd A, alle drei Mal konnte er auch ins Gesamtfinale einziehen, musste aber dort ebenso oft als Verlierer vom Platz gehen.
Der SV Eberau ist der einzige Verein, der zwei verschiedene Gruppenbewerbe für sich entscheiden konnte. Als Verein der II. Liga Süd wurde er im Zuge der regionalen Zuteilung der qualifizierten Vereine bei seinen Antreten unterschiedlich zugeordnet.
Stand inklusive der Saison 2009/10
| Rang | Verein                       | Cupsieger | Cupfinalist | Cupsieger Gruppe Nord | Cupsieger Gruppe Mitte | Cupsieger Gruppe Süd A | Cupsieger Gruppe Süd B | Cupsieger Gesamt |
| ---- | ---------------------------- | --------- | ----------- | --------------------- | ---------------------- | ---------------------- | ---------------------- | ---------------- |
| 1    | SV Markt St. Martin          | 3         | 1           | 0                     | 4                      | 0                      | 0                      | 8                |
| 2    | SV Welgersdorf               | 2         | 1           | 0                     | 0                      | 3                      | 0                      | 6                |
| 3    | SV Wiesfleck                 | 0         | 3           | 0                     | 0                      | 3                      | 0                      | 6                |
| 3    | ASV Zurndorf                 | 2         | 0           | 2                     | 0                      | 0                      | 0                      | 4                |
| 5    | SC Pinkafeld                 | 1         | 0           | 0                     | 0                      | 3                      | 0                      | 4                |
| 6    | SV Eberau                    | 0         | 2           | 0                     | 0                      | 1                      | 1                      | 4                |
| 6    | ASK Marz                     | 0         | 2           | 0                     | 2                      | 0                      | 0                      | 4                |
| 8    | SV Leithaprodersdorf         | 0         | 1           | 3                     | 0                      | 0                      | 0                      | 4                |
| 9    | FC Illmitz                   | 1         | 0           | 2                     | 0                      | 0                      | 0                      | 3                |
| 10   | FC Andau                     | 0         | 1           | 2                     | 0                      | 0                      | 0                      | 3                |
| 10   | SC Grafenschachen            | 0         | 1           | 0                     | 0                      | 2                      | 0                      | 3                |
| 12   | SV Antau                     | 1         | 0           | 0                     | 1                      | 0                      | 0                      | 2                |
| 12   | SV Güssing                   | 1         | 0           | 0                     | 0                      | 0                      | 1                      | 2                |
| 12   | UFC Markt Allhau             | 1         | 0           | 0                     | 0                      | 1                      | 0                      | 2                |
| 12   | SV Rohrbrunn                 | 1         | 0           | 0                     | 0                      | 0                      | 1                      | 2                |
| 12   | ASK Stoob                    | 1         | 0           | 0                     | 1                      | 0                      | 0                      | 2                |
| 12   | SC Unterfrauenhaid           | 1         | 0           | 0                     | 1                      | 0                      | 0                      | 2                |
| 18   | SV Deutsch Kaltenbrunn       | 0         | 1           | 0                     | 0                      | 0                      | 1                      | 2                |
| 18   | ASK Oberdorf                 | 0         | 1           | 0                     | 0                      | 1 (Süd)                | 0                      | 0                |
| 18   | USC Pilgersdorf              | 0         | 1           | 0                     | 1                      | 0                      | 0                      | 2                |
| 18   | UFC Purbach                  | 0         | 1           | 1                     | 0                      | 0                      | 0                      | 2                |
| 18   | ASV Deutsch Tschantschendorf | 0         | 1           | 0                     | 0                      | 0                      | 1                      | 2                |
| 23   | USV Jennersdorf              | 0         | 0           | 0                     | 0                      | 0                      | 2                      | 2                |
| 23   | USV Rudersdorf               | 0         | 0           | 0                     | 0                      | 0                      | 2                      | 2                |
| 25   | SV Eltendorf                 | 0         | 0           | 0                     | 0                      | 0                      | 1                      | 1                |
| 25   | SV Forchtenstein             | 0         | 0           | 0                     | 1                      | 0                      | 0                      | 1                |
| 25   | SC Kroatisch Minihof         | 0         | 0           | 0                     | 1                      | 0                      | 0                      | 1                |
| 25   | SV Kukmirn                   | 0         | 0           | 0                     | 0                      | 0                      | 1                      | 1                |
| 25   | FC Mönchhof                  | 0         | 0           | 1                     | 0                      | 0                      | 0                      | 1                |
| 25   | SV Mörbisch                  | 0         | 0           | 1                     | 0                      | 0                      | 0                      | 1                |
| 25   | SV Mühlgraben                | 0         | 0           | 0                     | 0                      | 0                      | 1                      | 1                |
| 25   | UFC Neckenmarkt              | 0         | 0           | 0                     | 1                      | 0                      | 0                      | 1                |
| 25   | UFC Oberschützen             | 0         | 0           | 0                     | 0                      | 1                      | 0                      | 1                |
| 25   | SV Olbendorf                 | 0         | 0           | 0                     | 0                      | 0                      | 1                      | 1                |
| 25   | UFC Pamhagen                 | 0         | 0           | 1                     | 0                      | 0                      | 0                      | 1                |
| 25   | SC Ritzing                   | 0         | 0           | 0                     | 1                      | 0                      | 0                      | 1                |
| 25   | SV Rohrbach                  | 0         | 0           | 0                     | 1                      | 0                      | 0                      | 1                |
| 25   | SC Freistadt Rust            | 0         | 0           | 1                     | 0                      | 0                      | 0                      | 1                |
| 25   | ASV Siegendorf               | 0         | 0           | 1                     | 0                      | 0                      | 0                      | 1                |
| 25   | ASK Stinatz                  | 0         | 0           | 0                     | 0                      | 0                      | 1                      | 1                |
| 25   | SV Stuben                    | 0         | 0           | 0                     | 0                      | 1                      | 0                      | 1                |

Anmerkung:
- In der Saison 1995/96 gab es kein Finale, sondern eine Finalrunde mit drei Teilnehmern

#### Erfolge je Gruppe
Interessanterweise konnte sich bereits nach vier Bewerben jede Gruppe einmal in die Siegerliste eintragen. Die Gruppe Nord, die den ersten Bewerb 1996 gewonnen hatte, musste danach 13 Jahre auf den nächsten Erfolg warten (beide Male hieß der Sieger Zurndorf). Die Gruppe Mitte schaffte fünf ihrer sechs Triumphe innerhalb von acht Jahren (2001–2008). Die Gruppe Süd A konnte ebenso oft wie die Gruppe Mitte einen Finalteilnehmer stellen, allerdings nur viermal ein Finale gewinnen.
Stand inklusive der Saison 2009/10
| Rang | Verein der Gruppe | Cupsieger | Cupfinalist | Gesamt |
| ---- | ----------------- | --------- | ----------- | ------ |
| 1    | Mitte             | 6         | 3           | 9      |
| 2    | Süd A             | 4         | 5           | 9      |
| 3    | Nord              | 3         | 3           | 6      |
| 4    | Süd B             | 2         | 3           | 5      |

Anmerkung:
- In der Saison 1995/96 gab es kein Finale, sondern eine Finalrunde mit drei Teilnehmern

## Teams in den Ligen
In der Saison 2022/23 spielen folgende Teams in österreichischen Ligen
Herren
- Bundesliga
  - kein Verein in der Bundesliga
- 2. Liga
  - kein Verein in der 2. Liga
- Regionalliga Ost
  - ASV Draßburg
  - SC Neusiedl am See 1919
  - ASV Siegendorf

Frauen
- ÖFB Frauen-Bundesliga
  - kein Team in ÖFB Frauen-Bundesliga
- 2. Liga
  - SC Neusiedl am See 1919
  - FC Südburgenland